# 忍者戦隊カクレンジャー
『忍者戦隊カクレンジャー』（にんじゃせんたいカクレンジャー）は、1994年2月18日から1995年2月24日まで、テレビ朝日系列で毎週金曜17:30 - 17:55（JST）に全53話が放送された、東映制作の特撮テレビドラマ、および作中で主人公たちが変身するヒーローの名称。

## 概要
本作品では、戦隊側のモチーフの「忍者」や日本古来の妖怪たちをモデルとした敵怪人など、シリーズとしては初めて本格的な和テイストが取り入れられている。一方で、敵怪人に相当する妖怪のデザインは既存のイメージに囚われず、メイン監督の小林義明のストリートアートという発想から、ストリートファッションを感じさせるカジュアルなものとなっている。また戦闘シーンにおいては、アメリカンコミックスのような英字擬音吹き出しを取り入れるなど独自の演出が取り入れられた。東映プロデューサーの鈴木武幸は、和風だけど和風じゃないというコンセプトを売りにし、従来にない忍者ヒーローの創作を目指したことを述べている。
また、スーパー戦隊シリーズとしては初めて女性メンバー、かつレッド以外の戦士がリーダーとして設定されるなど、本作品では意欲的な新機軸も複数盛り込まれている。第24話までを第一部、第25話以降を第二部「青春激闘編」として位置付けた二部構成による作劇もその一環であり、第一部ではリーダーである鶴姫と使命感に欠ける男性陣という構図を主軸にコミカルな作品世界が構築されていたが、物語が進行するにつれてバトルアクション的な側面も強化され、第二部以降はその側面を前面に押し出しつつ、カクレンジャーの成長に合わせてよりシリアスな展開へとシフトしていった。この他、視聴者に作品世界を身近なものとする役割として、第一部では講釈師による妖怪などの解説が随所に盛り込まれており、同時に従来の作品におけるナレーションとしての役割も担う形となった。テレビ朝日プロデューサーの梶淳は、スーパー戦隊の海外展開『マイティ・モーフィン・パワーレンジャー』で流用できるカットを増やすため、後半は素面のレギュラーを減らし、作品全体もオーソドックスな内容となったと証言している。
商品展開では、前々作『恐竜戦隊ジュウレンジャー』のパターンを踏襲した前作『五星戦隊ダイレンジャー』との差別化が意図された。前2作で導入され人気を博した「レギュラーキャラとしての6人目の戦士」であるが、本作品でもこの要素を引き続き踏襲すべきではないかという意見は出たものの、結果的には見送られる形となり従来通りの5人体制へと回帰した。その代替として、モーフィングをモチーフとした変身ロボ的な存在である「ニンジャマン」が新たに投入されており、同じ姿のまま等身大から巨大戦までこなすというその特性から、一部の資料ではこのニンジャマンを「6人目の戦士」として扱っているものも存在する。物語も折り返しを過ぎてからの登場ではあったが、その明朗活発なキャラクターが人気を博し発売された玩具も大ヒット商品となった。

## あらすじ
戦国時代、時の忍者たちは人間界を征服せんとする妖怪たちと長きに渡る激しい戦いを繰り広げていた。戦いの末、鶴姫を筆頭とする5人の隠流忍者が伝説の三神将より与えられた封印の扉内部へ総大将ヌラリヒョンと膨大な妖怪エネルギーを閉じ込めることに成功。妖怪たちは指導者と力を失い、衰退する。
それから400年。忍者が人の世から廃れた現代で今は一般人として暮らしている隠流の末裔たち…猿飛佐助の子孫サスケと霧隠才蔵の子孫サイゾウの二人はふとしたことがきっかけで人間社会に溶け込み隠れ暮らしていた妖怪カッパに騙されて封印の扉を開けてしまい、妖怪たちを復活させてしまう。
先祖代々封印の扉を見守ってきた鶴姫家の24代目総領鶴姫は妖怪の復活を察知し、封印の5忍者の末裔、サスケとサイゾウそして三好清海入道の子孫セイカイと児雷也の子孫ジライヤを集め、ともにカクレンジャーとして妖怪の再封印を決意する。
クレープ屋を営みながら妖怪封印の旅を続ける5人。しかし、てんでんばらばらで動いていたはずの妖怪たちの裏から邪悪なる存在が現れ、彼らは苦しい戦いを強いられるようになっていく……。

## 登場人物

### 忍者戦隊カクレンジャー
戦国時代に誕生した、退魔を専門とする忍者集団 隠流忍者の末裔たち。鶴姫とジライヤは忍者としての正規訓練を受けていたが、サスケ・サイゾウ・セイカイは子孫ではあるが元々は一般人だった。苗字は設定されていない。
名乗りの口上は「人に隠れて悪を斬る、忍者戦隊カクレンジャー見参!」。サムズダウンのジェスチャーと共に「成敗!」の決めゼリフを発した後に戦闘開始することが多い。
サスケ
猿飛佐助の子孫。カクレンジャーのサブリーダーでメンバー最年長。
カッパに騙され、妖怪のエネルギーを閉じ込めていた封印の扉を開けてしまった責任からカクレンジャーの一員となる。サイゾウとはカクレンジャー結成前からの付き合い。
普段はスケベで猪突猛進気味だが、戦いの際には冷静沈着さを見せ、敵の罠を見抜く鋭い勘も持つ。江戸っ子口調で、よく妖怪相手に「やい○○（野郎）!」と啖呵を切る。好きなものは花火。サッカーや射撃を得意とする。旅を始めた当初は紅一点の年下ながらリーダーを務める鶴姫とはそりが合わずにいたが、第二部「青春激闘編」以降は父絡みの葛藤に思い悩み父をその手にかけようとする鶴姫を殴りつけるなど、彼女の良き理解者的存在になっていった。
メンバーの中でも特に潜在能力が高く、寝る間も惜しんで厳しい修行を行っている。
シリーズ初の「リーダーではないレッド」であるが、その性格から仲間を引っ張っていく役割を果たすことが多かった。
コスケという従弟がいる。
『手裏剣戦隊ニンニンジャー』忍びの7に『忍風戦隊ハリケンジャー』の椎名鷹介/ハリケンレッドと共にゲスト出演。ニンニンジャーに渡した成績表の署名では「猿飛佐助」と記述している。
- 演じた小川輝晃によれば、企画書では孫悟空のイメージと記されており、動物園のサルを観察したり『西遊記』の堺正章をイメージしたりしていたが、脚本では異なるキャラクター像になっていて戸惑ったという。

ニンジャレッド
サスケが変化する戦士。
猿の身軽な動きを持ち、剣と分身系の術を得意とする。また、炎の忍法も用いる。

鶴姫（）
隠流の宗家の血筋である鶴姫家の24代目総領にして、カクレンジャーのリーダー。封印の扉を開けて窮地に陥ったサスケとサイゾウを救い、カクレンジャー招集を決意する。
彼女のみ名前が漢字表記となっているが、他のメンバー同様にその名は先祖から受け継いだ名前である。
1978年7月22日生まれで、メンバー最年少の15歳。後に16歳となる。気が強く荒っぽい男勝りで勝気な性格だが心根は仲間への慈愛に満ちており、傷ついた仲間を見捨てることは、たとえ人形であっても出来ない。カクレンジャーを束ねる頭としての優れた力を持つ一方、リーダーの立場にもかかわらず善良な妖怪を殺された怒りに燃え敵陣へ殴り込もうとするサスケ以外のメンバーに同調し罠と知りつつ敵陣に飛びこむなど、若さゆえの精神面の未熟さを第26話で三太夫に指摘されており、物語後半では7歳のときに亡くなったと聞かされていた父の裏切りという事態に直面し父との再会への焦りから仲間の危機を招くなど、徐々に精神的な弱さも垣間見せるようになっていく。
第35話では同じ忍者の一族である幼馴染、山咲雪代・月代と共におしおきセーラー三姉妹を結成してカマイタチに立ち向かった。第26話で実は「超」がつくお嬢様だったことが判明。リーダーという立場ゆえに妖怪に狙わられることも多く、第6話でモクモクレンから求婚される、第51話ではカクレンジャーのチームワークの分断のため妖怪大魔王に操られた父を殺害するよう仕向けられるなどの受難に逢った。
- 演じる広瀬仁美によれば、企画書では年齢設定は18歳だったという。

ニンジャホワイト
鶴姫が変化する戦士。
鶴のように華麗な術を用い、折り紙を使った忍法や折り鶴攻撃を得意とする。

サイゾウ
霧隠才蔵の子孫。古くからの親友であるサスケと同様の理由で、カクレンジャーの一員となる。
女と金に目がない軽薄な印象だが、情に厚くて困った人に対しては損得勘定抜きで助けずにはいられない倹約家。だが、その情に厚い性格が災いし、妖怪の策略によくハマってしまう。目を隠したまま裁縫を行うことも出来る。子供たちからも慕われている。影が薄い。
「財布が無くなる」「アミキリに買ったばかりの車を叩き切られる」「ヌッペフホフに顔を奪われる」「新年のおみくじで大凶を引く」など、メンバー中でも特に不遇さが目立つ。「○○なのよ」「許さないわよ」など、オネエ言葉のような言葉遣いをしたり、「俺のモテモテの顔が」「天下の二枚目が」など、ナルシストじみた発言も時折している。
第2部からは、セイカイと行動を共にすることが多く、忍之巻の試練も2人で受けた。
ニンジャブルー
サイゾウが変化する戦士。
狼の素早い動きを持ち、水の力を使った忍法と剣を得意としている。剣の持ち方は逆手。

セイカイ
三好清海入道の子孫。鶴姫に招集された4人目のカクレンジャー。
ゲーセン通いをしている「現代っ子」で、軟弱で軽い性格のため争いごとを好んでいなかったが、一緒に遊んでいた子供と共に妖怪ロクロクビに襲われたことから戦いに身を投じる。争いごとを好まないのは、やや気が弱くお人好しな面もあるからだが、自ら認めるようにここ一番には強く、女性のためには命を懸ける。「どすこい!」が口癖。
食べることと寝ること、そして女性には目がなく、かつて鶴姫に告白をしたこともあるが特に進展はない。先祖からも「くの一には用心」と釘を刺されている。忍之巻を手に入れるための試練の旅を始めて以降、サイゾウと行動をともにすることが多いが2人でピンチになってしまうことも多い。初登場時にはナレーション（講師役）に「一見おっちょこちょいで、実は超おっちょこちょいのおっちょこちょい男」と紹介されていた。
- 演じる河合秀は、従来の戦隊イエローや三好青海入道のイメージが自身とは異なるため演技に悩み、序盤は空回っていたと述懐している。

ニンジャイエロー
セイカイが変化する戦士。
野生の熊の怪力を持ち、パワフルに森の樹木を活かしながら戦い、幻術系の忍法も得意とする。

ジライヤ
児雷也の子孫。5人目のカクレンジャー。
彼の一族は家伝の巻物を奪ったアズキアライを追ってアメリカに渡っていたが、アズキアライが日本に向かったことを知って帰国し、鶴姫たちに合流する。
格闘能力にも優れ、世界各国の格闘技をマスターしているため、生身のままでドロタボウを圧倒し、師のガリにも勝利した。ローラースケートと射撃も得意で、初登場時など何度かウエスタンスタイルを披露した。
アメリカ出身のため、日本語が得意でない。一見クールで寡黙な性格に見えるが、テレビ番組のヒーローにのめり込んだり、サントリー・ダイナミックのCMから生まれた流行語を口走ったりするなど素は陽気でのせられやすい性格。一人称は「僕」だが、第18話では「俺」を使っていた。
10歳のときに父親が何者かに目の前で惨殺され、その真犯人である育ての親・ガリを自らが倒すなど、誰よりも苦難多き人生を歩んでいる。
- 演じるケイン・コスギは当初、日本語を苦手としており、東映プロデューサーの鈴木武幸との対面時に日本語学校で学ぶことを宣言したが、鈴木はたどたどしさがいいとして、そのまま起用した。そのため、アメリカ帰りの忍者というキャラクター設定に変更された。

ニンジャブラック
ジライヤが変化する戦士。
蛙のジャンプ力を持ち、それを活かしたキック攻撃を得意とする。岩や大地を利用した忍法を用いる。

### カクレンジャーの関係者
ニンジャマン / サムライマン
三神将の弟子。師匠たちと同様の理由で外見は人でないが、寒いところではクシャミをする、雪だるまに化けた際に花のくノ一組から耳のあたりに息を吹きかけられて赤面するなど、人間的な描写が多い。伸縮自在で親指大から巨大ロボサイズまで変化できる。武器は背中に差した忍者刀 ニンジャソード。
1,000年前に老婆に化けた妖怪大魔王に騙されて大勢の人たちを傷つけてしまい、その罰として壺に閉じ込められ宇宙に追放されていた。かなり純真で熱くなりやすく、クリスマスプレゼント欲しさにオオムカデが化けた偽サンタに騙されるなどおっちょこちょいな面が目立つが、大の妖怪嫌いであると同時に強い正義感をもち、一度も悪に寝返ったことはない。子どもと触れ合うことが大好きで、気は優しくて力持ち。ただし「青二才」と言われることを極度に嫌っており、主に敵がその言葉を発した際は怒りが爆発してサムライマンに変身する。
妖怪大魔王封印後、三神将と共に地上を去った。
使う忍術や能力については三神将の節を参照。
シリーズ初となる人間体を持たない追加戦士である。『轟轟戦隊ボウケンジャー』の「30戦隊大全集」では番外ヒーローとして紹介されている。

百地 三太夫（）
鶴姫家に仕える忍者で鶴姫の後見人。カクレンジャーを影で支えている。鶴姫の父・義輝に忠実な家来（使用人）で彼と密かに内通していた。
神出鬼没で飄々とした態度のお調子者を装っているが相当の実力者であり、妖怪たちからは要注意人物と目されている。
語尾に「〜やけ」「〜なんよ」を付けて喋る。甘い物好きのようでクレープを食べたり、飴を舐めている。
第31話でガシャドクロと対決するが、一歩及ばず殺害されてしまった。それでも義輝の本心を隠し通し、自身の死の間際まで5人に対してはあえて真実を語らなかった。

カクレンジャーの先祖たち
サスケたちの先祖で、400年前の妖怪と戦っていた。ヌラリヒョン共々封印の扉に閉じ込められたがその際、刀（秘剣カクレマル）を残した。
妖怪の復活に伴い、子孫であるサスケたちにドロンチェンジャーを託すために姿を表すものの鶴姫を除く4人の子孫の情けない身なりや生活ぶりに嘆息し、愚痴るだけ愚痴った末にドロンチェンジャーを託して去っていった。

太郎（）・次郎（）
鶴姫家の家来の忘れ形見である双子の兄弟。
両親の死後鶴姫と兄弟同然に育てられたが、10年前の大魔王討伐の際に義輝と共に捕らえられてしまう。義輝が妖怪側につくことを条件に解放されるが妖術で犬の姿に変えられてしまい、2人とも一時的なら人間の姿に戻ることが出来るが、2度人間に戻れば呪いによって死んでしまう。
最期は死ぬ直前に義輝の魔力を解いた。

ブン
三太夫の弟子の少年。
太郎・次郎とともにカクレンジャーを陰ながらサポートしていたが、その正体は義輝に救われた善良な妖怪だった。妖怪だが、能力は普通の人間と同じである。

麗花（）
第25話に登場。忍之巻を探してサスケが訪れた高原に住んでいる蝶で、忍之巻より巻物の在処に導く役目を与えられ人間の姿を与えられた。姿は大人の人間だが正体が蝶ゆえか子供らしい無邪気な性格で、サスケと親しくなり、巻物の案内もそっちのけで遊びまわった。
性格とは裏腹にそれなりの戦闘力も備えており、短剣を武器にしてドロドロ相手に善戦するも、焼き払われた高原を逃げ惑う動物たちを庇ってイッタンモメンに致命傷を負わされ、巻物の在処を伝えた後、蝶の姿に戻って消滅した。彼女の今際の際の言葉はサスケに己が使命とその意味を気づかせることとなった。

三神将
無敵将軍、ツバサマル、そして隠大将軍からなる心・技・体を司る巨大神。詳細は三神将の節を参照。

講釈師
本作品の語り部を担う存在。忍者の如く、ドロンと現れてはジュリアナ扇子片手にあらすじや妖怪の解説、次回予告を行い、毎回の締めは「それでは来週まで、カクレンジャー!」「本日はここまで!」と決め台詞で消えていく。自らを「おじさん」と呼ぶ。
第一部の完結と同時に姿を消すが、第39話ではリポーターとして再登場した。

## カクレンジャーの装備・戦力

### 共通装備・技
ドロンチェンジャー
カクレンジャーの5人が装備している印籠型の変身兼通信アイテム。ドロンチェンジャーを胸の前にセットして、「スーパー変化（）」の発声の後、「ドロンチェンジャー」と言って印を結び、ドロンチェンジャーのスイッチを入れることにより、「忍」と書かれたエンブレムがシャッターのように開き、内部のメダルが露出。そこから発せられたエネルギーで変身する。「スーパー変化」の発声のみで衣服を脱ぎ、そのまま変身することも可能。妖怪探知機としての機能も持つ。
最終話では妖怪大魔王を封印の扉に封印する鍵として使われ失われたが、『超力戦隊オーレンジャー オーレVSカクレンジャー』や『手裏剣戦隊ニンニンジャー』では所持している。

忍メダル
ドロンチェンジャーの内部に収められている変身用のメダル。各人毎のパーソナルマークが描かれている。
獣将ファイターもこれに封印されている。

カクレスーツ
カクレンジャーの忍者装束型の強化スーツ。ヘルメットはステルスポリマー、スーツはステルスポリマー繊維で作られている。ステルスポリマーとは、遥か昔忍者たちが、地球に落下した隕石に含まれていた特殊成分を抽出し作り上げた超硬特殊重合体である。絹のようなしなやかさを持つと同時に、弾丸や刀をもはじき返す強度も持つ。第34話ではブルーのヘルメット内部のモニター画面が映った。
- デザインでは、従来の作品では白が主流であった手足周りに初めて黒を用いている。共通デザインとして黒を用いるのは『超新星フラッシュマン』以来だが、本作品以降の作品では黒を取り入れることが多くなった。

秘剣カクレマル
背中に背負っている特殊忍剣。元はカクレンジャーの先祖の武器で、妖怪を封印するために地面に突き刺した後、忍者の気合いを持つ者のみが抜くことができた。そのため忍装束の際の武器であり、通常は普通の忍者刀の形状だが、変化すると同時に刀も変化する。なお、変化前の忍者刀の状態では柄紐が各自のパーソナルカラーとなっている。刀身には「忍者戦隊」の文字が刻まれており、第3話以降からは鞘から引き抜く際に独特の効果音が鳴るようになった。その切れ味は名刀・正宗や村正を遥かに凌ぎ、西洋の鎧を真っ二つにする切れ味を誇る。切れ味が強力ゆえに鞘で厳重封印されており、常人を越えた気合いの持ち主だけが引き抜いて使用出来る。刀身にエネルギーをスパークさせれば戦車も切り裂くことも可能。5人のカクレマルをクロスさせてエネルギーをスパークさせて雷光を放つ技　カクレマル雷光波がある。
『オーレVSカクレンジャー』では、その強化版カクレマル・スーパー雷光波を使用した。

カクレイザー
左腰のホルダーに装備している光線銃。通常は厚さ5メートルの石垣を貫通できるイオンビームを発射するが、銃身部を引き抜くと、コンクリートの壁もくりぬく接近戦用の短剣・レイザーナイフになる。

シノビナックル
右手に装備するパンチ力を強化する特殊超合金製の手甲。厚さ2メートルのレンガ塀を砕く。個人武器を合体させることもできる。2つずつ持っているので、両手に1つずつ装備することもある。5人でシノビナックルを放つシノビナックル五段拳という技がある。

忍装束
変身前に、索敵・諜報行動時に着用する忍者装束。マフラー、帯の色はカクレスーツと同じ色。ただし兜などは各人で形状が異なり、装束の色も男性陣は黒なのに対して鶴姫は白（鶴姫は白ずくめでジライヤは黒ずくめ）。普段着を脱ぎ捨てると同時にこの姿になるが、半袖やタンクトップ姿などの薄着の状態からも一瞬で姿が変わるため、普段着の下に着込んでいるというわけではないようである。

巻物
隠流巨大獣将之術使用の際に用いられた道具。カクレンジャーのボディーカラー5色分があり、サスケ用の赤色は風雲幻城内部に隠され、残り4つはアズキアライに奪われていたのを鶴姫たちが取り戻した。

忍之巻（）
隠流超忍獣之術を使用する際に用いる巻物。隠流忍術の極意が記されており、5人はそれぞれの試練を乗り越えて手に入れた。
- 玩具版は、個人の技名やロボの合体構成図が描かれている。

隠流マキビシ
鋭い棘のついたマキビシをばら撒く。変身前にも使用する。

投げなわ
壁などを登るために使用する忍具。シノビナックルと併用することもある。

抜身之術（）
敵にやられたように見せかけ、一瞬のうちにカクレスーツだけ残して脱出する技。そこから奇襲攻撃を仕掛けることが多い。普段着や忍装束を残すことも可能で、第50話ではサスケが4人の偽者に追い詰められた際に忍装束だけを残した。

消身之術（）
煙とともに敵の目の前から姿を消し、攻撃を回避する。

### 個人武器
レッドスライサー
ニンジャレッド専用武器で十字手裏剣を模した大型万能手裏剣。1秒間に300回転しながら飛んで行き、直径5センチメートルの鉄の杭30本を斬ることができる。槍のように用いることもできる。また、回転させれば盾にもなる。

雷鳴剣ヒカリマル（）
第31話から登場。ニンジャレッド専用の特殊剣。カクレマルとは柄を通じて合体させることができ、その場合は二本の刀のエネルギーがスパークして、稲妻を呼び起こす。
ガシャドクロと戦いの最中、ツバサマルから与えられた。

火炎将軍剣（）
無敵将軍の剣。第20話で花のくノ一組の作戦によって孤立させられ、苦戦していたサスケに無敵将軍が貸し与えた。攻撃の度に刀身に炎を纏う。火炎将軍波でくノ一組の5人全員を一撃で圧倒した。使用自体は第20話のみ。

ホワイトビーク
ニンジャホワイト専用武器で二又の爪を持つつぼきり型の武器。これを回転させて分厚いコンクリートの壁に穴を開けたり、敵を突き飛ばす。投げることも、敵の刃物を受け止めることも可能。

ブルーショット
ニンジャブルー専用武器の水流銃。タンクには100リットルの水が加圧されて蓄積されており、敵を30メートルも跳ね飛ばす威力を持つ。

忍爆弾
ニンジャブルーの忍具。一度に3発ほど投げる、小さな青い爆弾。

イエロークロー
ニンジャイエロー専用武器で頑丈な特殊スチール製のワイヤーが付いた鉤爪。敵めがけて発射して、鋭い爪で捕らえる。また、爪をビルの壁などに引っ掛けて登ることや、振り回して鎖鎌のように攻撃することもできる。

ブラックボウ
ニンジャブラック専用武器のボウガン。鋼鉄の扉を貫き、その向こうにいる敵をも打ち倒す。

### 手裏剣
各自が使う手裏剣はそれぞれ形状が異なっている。個人のマークに鶴姫以外はそれぞれのイニシャル（ジライヤは名前、他は苗字の頭文字）を組み合わせた形をしており、ベルトのバックルにもこの手裏剣と同じマークが意匠されている。
猿手裏剣（）
サスケ専用の手裏剣。「S」を模った円型をしている。1度に10枚投げられる。
『手裏剣戦隊ニンニンジャー』忍びの7では、終わりの手裏剣の偽物として使用されるが、牙鬼軍団の十六夜九衛門から「ヘボ手裏剣」とバカにされる。

鶴手裏剣（）
鶴姫専用の手裏剣。つぼきり型をしている。物を貫くのに向いている。
41話では大食いゴーストに食べられてしまったことがあった。まずいらしい。

狼手裏剣（）
サイゾウ専用の手裏剣。正方形に似た「K」字型をしている。切り裂くのに向き、1度に5 - 6枚投げる。

熊手裏剣（）
セイカイ専用の手裏剣。三角形で「M」のマークがついている。岩でも深く突き刺さり、真っ2つに割ってしまう。

ガマ手裏剣（）
ジライヤ専用の手裏剣。「G」に似た星型をしている。物体を砕くのに向いている。

### 必殺剣技
隠流満月斬り
カクレマルで円を描き、そこから一気に斬るニンジャレッドの必殺剣技。

隠流・満月十文字斬り
満月斬りの直後に、さらに十字に敵集団を斬り裂く。

分身一体剣
分身之術で最大8人になった状態から敵の周囲を回って撹乱後、一斉にジャンプし、本体だけが敵に隠流満月斬りを浴びせる。

隠流雷鳴斬（）
カクレマルとヒカリマルを柄の部分で接続してエネルギーをスパークさせ稲妻を呼び、そのエネルギーを加えた2本の剣で敵を斬る必殺剣技。

隠流く之字斬り
カクレマルで「く」の字を描くように斬るニンジャホワイトの必殺剣技。

隠流正方之陣
カクレマルで正方形を描くように斬るニンジャブルーの必殺剣技。

隠流三段斬り
カクレマルで正三角形を描くように斬るニンジャイエローの必殺剣技。

隠流流れ星
カクレマルで星型を描くように斬るニンジャブラックの必殺剣技。初使用は第21話で、その際は生身で披露。他の必殺剣技が第1部までの間に決め手に使われたのに対し、この技は第2部のユキオンナ戦でようやく決め手になった。

### 忍術
ニンジャレッド
オン・サル・ニン 火炎つむじ之術
火炎を伴った旋風を発生させて敵を炎の渦に巻き込み焼き尽くす忍法。
忍法ハヤテ斬り
高速移動で敵に切りかかる。
分身之術（）
最大8人にまで自分の幻を作って分身できる術。敵の攻撃から回避する際にも用いられる。
影身之術（）
虫、妖怪、小型戦闘機、大型トラックなどに化ける。変身前でも使える。消火器に化けて炎を消す忍法消火器（息で火を消すため、負担がかかる）という応用技もあり、劇場版で使用。
忍法代わり身之術
敵の攻撃をかわしながら、人形を身代わりにして敵を惑わせる。
きんと雲
忍法で雲を練成し、その雲に乗って空を飛ぶ。
忍法空蝉之術
声だけで敵を惑わせる。四方八方から声を反響させるため、自分の居場所を悟られないようにする。
カクレマル忍び返し
カクレマルによる技。敵の攻撃をカクレマルによって弾き返す。
体内発電
体内で電気を発生させ、鼻孔にコンセントを差し込んで電気を起こす。
猿飛家秘伝・縄抜け之術
関節を外して、縛られた縄を解く忍術。
忍法スケスケ望遠鏡
サスケの忍具。厚い壁も見通すことができる望遠鏡。体をも透視することが出来るため、第7話では鶴姫を透視しようとした。

ニンジャホワイト
オン・ツル・ニン 白鶴の舞（）
空中を自由に飛び回りながら敵を攻撃する。
隠流忍法花吹雪
無数の花びらをまき散らす。花びらに触れると爆発する。
折鶴之舞（）
7つの白い折り鶴を操って爆発攻撃をする。
『超力戦隊オーレンジャー オーレVSカクレンジャー』では、無数の折り鶴からビームを放つ技として描写された。
2011年放送の『海賊戦隊ゴーカイジャー』でもニンジャホワイトに豪快チェンジしたゴーカイピンクが使用したが、鶴姫の技とは異なり、無数の折り鶴を飛ばして攻撃するというものになっている（46話のみ、折り鶴の色がカラフルになっている）。
折り鶴変化（）
自分自身が巨大な折り鶴に変身して飛行する。そのまま敵に突進したり、花びら状に変形して敵を攻撃することもある。
折鶴忍法飛行凧
巨大な凧で空に舞い上がり、空中から忍び寄る鶴姫の忍法。ガキツキに体内に侵入されて巨大化したセイカイに使用、巨大コショウをばら撒いてくしゃみでガキツキを追い出そうとしたが失敗。
忍法巨大ローストチキン
食べ物を巨大化させる忍法。巨大セイカイを巨大な鎖で拘束してから使用、ガキツキをおびき出そうとするも、セイカイが鎖をちぎってチキンを食べてしまって失敗。
忍法鶴姫バーガー
化け身之術の一種。大きなハンバーガーに変身する。巨大セイカイの体内からガキツキをおびき出すのに成功。
忍法おあずけ
目の前の食べ物を消してしまう忍法。修行をサボっているセイカイに使用。
忍法紙鉄砲
折り紙を使った忍法で、大きな紙鉄砲を作り、大きな音を出して相手を驚かせる。こちらも修行をサボっているセイカイに使用。

ニンジャブルー
オン・オオカミ・ニン 水竜巻の術
水竜巻を呼び起こして敵を攻撃する。
忍法水走り
水の上を走り抜ける。別名「水渡りの術（水渡り之術）」。
- 撮影は池の中に沈めた道板の上を走って表現しているが、冬の時期であったため撮影前には氷が張っており、さらにマスクの覗き穴の位置の都合により足元しか見えず、スーツアクターの宮崎剛は恐る恐る走ることしかできず、バンクで繰り返し使用されるのが嫌であったと述べている。

水柱之術
凄まじい勢いで地面から水を噴き上げさせ、水の壁を作る。敵の攻撃を防ぐ。
水落し之術
追ってきた敵を水の上に走らせ、一番深いところで落とす。
水鉄砲
指先から水を噴き出し、相手を驚かせる。
狼突進
狼のように突進し、壁もぶち破る。
乱れ蹴り
一度のジャンプで、素早く何人もの敵を蹴り倒す。
隠流顔写し之術
他人に化ける。
影身之術
大型トラックなどに変化する。
忍法電気ドリル
電気ドリルに化ける。
隠流ビッグウェイブ
巨大な津波を発生させて敵を攻撃する。『超力戦隊オーレンジャー オーレVSカクレンジャー』で使用。

ニンジャイエロー
オン・クマ・ニン 木の葉隠れ之術
木の葉を自由自在に操って、身を隠したり、敵を吹き飛ばしたりする。突進してくる妖怪の勢いを止めることも可能。
隠流巨大あやかし之術
巨大な自分の幻を作り出して敵を攻撃する。劇場版では「あやかしの術」と呼称し、巨大な幻で敵を惑わせてから、敵の後ろから本物が現れて敵を攻撃した。
セイカイパワー
妖怪に飛びかかられても、持ち前の怪力で軽々と振り回す。
隠流ホームラン
忍法でバットを出し、妖怪が化けたボールを遠くへ飛ばす。
木霊之術
自分の声を森の木に反射させ、超音波を作り出して敵を苦しめる。
ターザン走法
ロープやジャンプで、道の無い場所も突き進む。
忍法ボロ破り
シロウネリのボロ布に巻きつかれた時に使用した忍法。指で印を結び、その後ただ怪力で破るだけ。
忍法ノコギリ
化け身之術の一種。ノコギリに化ける。
隠流つむじ風
カクレマルで強力な突風を起こす。『超力戦隊オーレンジャー オーレVSカクレンジャー』で使用。

ニンジャブラック
オン・ガマ・ニン 岩地獄の術
精神を統一し、巨大な岩を次々と敵めがけて飛ばす。
大地隠れ之術
地中を掘り進み、敵の隙を突いて足元から飛び出す忍法。
大地捕え之術
敵の足元の土を固め、動きを封じる。
スリーキック
3回連続して決めるキック技。1度目で1回、2度目で2回、3度目で3回、キックを打ち込む。ガリ、花のくノ一組のラン、上海のスパイ（ムジナのマンガの中の刺客の一人）との戦いで使用。
ガマジャンプ
敵を引き寄せて集まったところで一気にジャンプし、数体のドロドロを吹き飛ばすジャンプ攻撃。
隠流シュート
ボールに化けた妖怪を捕まえ、バットを構えるイエローに投げる。
忍法ロッククラッシャー
化け身之術の一種。削岩機に変化する。劇場版で使用。
枯葉小判之術
枯葉を小判に変化させてばら撒く。お金が好きなビンボーガミは偽小判に目が眩んで、力をなくした。
隠流雷光落とし
カクレマルからの落雷で攻撃する。『超力戦隊オーレンジャー オーレVSカクレンジャー』で使用。

### 合体技・必殺技
カクレタワー
5人がやぐらを組み、ここから次々に敵に個人技を決める。

カクレシャワー
クモの糸を投げつけて敵を捕らえ、スパークさせる。

忍法乱れ飛び
5人で次々に敵の上を飛び越えながら攻撃する。

忍法檻抜
檻から脱出する。

遠心力脱出
檻の中の鶴姫と子供たちを助けるために使用した技。4人で檻の周りを高速疾走し、檻を持ち上げた。

カクレンジャーボール
第10話から登場。ラグビーボール型爆弾。「カクレンジャーボール! レディ、ゴー!!」の合図で散開。パスしながらパワーを溜めていき、それに伴いボールの色も各人毎に変化。最後に「カクレシュート!」の発声とともに敵に向かってキックする。基本的にはニンジャホワイトから始まり、締めはニンジャレッドが担当する。変身前でも使用可能で、その状態でも灯篭を粉砕する威力がある。ニンジャマンを加えて6人で行うこともあった。
初使用である第10話では、止め役のニンジャレッドが「キックオフ」の掛け声の後に、カクレシュートを行った。

### メカニック
ネコマル
カクレンジャーの移動基地に相当する猫型のキッチンカー。ネコ族の妖怪の一種である妖怪自動車なので自己意思を持ち、猫の鳴き声を上げ、排気ガスは出さない。前面の口で噛みついたり、飛行能力やテレポート能力、透明化能力や自走能力も持つ。リモコン操作により、クレープ店舗としての開閉や、車体上部から大砲を出す。普段はクレープ屋として機能している。ナンバーは「品川56・ご・56-56」。
- 外観のデザインは阿部統が担当。
- ベース車両は、ダイムラー・クライスラーのケータリングバス。撮影に使用されたものは、日本では台数が少なかったため、北海道のゴルフ場の休憩場においてあったものをスタッフが探し、購入したものにデコレーションを施している。
- テレビ朝日プロデューサーの梶淳によれば、物語を『西遊記』のような構造とするため基地を廃し、その代わりとして導入されたものである。
- 当初、玩具化する予定はなかったが、好評を受けて商品化された。

シャーク号
各バイクにはサメの意匠がカウルに出ており、いずれも鶴姫が忍法で出している。
シャークブリッダー
レッド専用のバイク。最高速度は時速320キロメートル。3台共通して走行中に車体を透明化させることが可能。分厚い壁とコンクリートで出来た城壁も体当たりでぶち抜く。ホオジロザメがモチーフ。
シャークスライダー
ブルーとホワイト専用の重攻撃型サイドカー。運転は主にブルーが行う。最高速度は時速280キロメートル。サイドカー部に装備された2門のキャノン砲で敵を蹴散らす。モチーフはシュモクザメ。
シャークランチャー
イエローとブラック専用のサイドカー。運転は主にイエローが行う。最高速度は時速300キロメートル。フロント部分のノコギリ型の角と、2門の速射破壊銃が武器。カウルデザインのモチーフはノコギリザメ。
シャークドライバー
シャークランチャーとシャークスライダーを合体させ、それをカタパルトにしてシャークブリッダーをマッハ2の速度で射出する必殺技。テレビシリーズでは第6・7・39話にて使用されているが、そのうち決まり手となったのは第6話にてヌリカベに対し使用した際の一度のみである。
- バンダイ担当者の野中剛は、レッドのマシンに玩具人気が集中することへの対策として合体機能を取り入れたといい、必殺バズーカの新機軸も兼ねたものであった。

### 獣将
第2・3話から登場。巻物と隠流巨大獣将之術で召喚される5体の獣人型巨大守護神であると同時に無敵将軍が昇華した分身体。胸にはカクレンジャー個人のマークが施されている。巨大獣将之術は獣将ファイターと合身した状態での使用も可能。
カクレンジャーが操縦する際には、胸のマークを通じて、カクレンジャーが一体化することでコントロールする。コクピットは存在しない。
必殺技は、五獣将がやぐらを組んで竜巻を発生させて回転体当たりする忍法真空ハリケーン。印を結んで精神を集中してエネルギーをスパークさせて爆発を起こす隠流奥義ビッグバン。
レッドサルダー以外は第3話から登場。第2部ではレッドサルダー以外は登場しなかった。
- 造形物はミニチュアではなくスーツで表現された[12]。各獣将のデザインは、玩具でも身長が揃ったものになることが意識された[12][注釈 27]。
- 獣将ファイターと10体並ぶシーンではセットでは無理ということから、ロケで撮影されている[64]。

レッドサルダー
ニンジャレッドが合身する猿型の顔を持つ獣将。身軽な動きで敵と戦う。
武器は大型手裏剣サルダースライサー。地面を転がして投げる攻撃でカッパとロクロクビの本体である頭部を倒したこともある。
無敵将軍の胴体を構成。玩具では胴体内に無敵将軍の兜を格納。

ホワイトカーク
ニンジャホワイトが合身する鶴型の顔を持つ獣将。連続攻撃が得意。
武器は二又のクナイを持ったカークビーク。
無敵将軍の左腕を構成。

ブルーロウガン
ニンジャブルーが合身する狼型の顔を持つ獣将。素早い動きで敵を攻める。
武器はビル群を貫通するほどの水を槍先から放射する水流槍ロウガンシャフト。
無敵将軍の右腕を構成。

イエロークマード
ニンジャイエローが合身する熊型の顔を持つ獣将。怪力を活かしたパワー戦が得意。
武器は鎖付きの鉤爪クマードクロー。火の輪を放つ隠流忍法火炎輪という技も使える。
無敵将軍の右脚を構成。

ブラックガンマー
ニンジャブラックが合身するガマ型の顔を持つ獣将。ジャンプ攻撃を得意とする。
武器は鋼鉄の壁を射抜く巨大な弓矢ガンマーボゥ。砂嵐を起こす隠流忍法砂嵐という技も使える。
無敵将軍の左脚を構成。

### 獣将ファイター
第12話から登場。変身用メダルを隠流獣将ファイター之術で変化させた五獣将の分身体。獣将よりも身軽なスタイルをしており、機動性や敏捷性に優れているが、防御力では劣る。獣将同様にカクレンジャーと融合することでパワーアップする。獣将と獣将ファイターを同時に操ることも可能で、初登場時は総勢10体で巨大戦を行った。劇中では武器は持たないが、玩具では各獣将用の武器のほかに共通武器としてカクレマルが付属されている。
必殺技は、2体の獣将ファイターの肩の上に立った1体が別の2体が組んだ腕を踏み台にして、ジャンプし、炎で身を包み火の玉のような姿になって敵を貫くファイタークラッシュ。巨大カクレンジャーボールを使用したスーパーカクレシュート。
第2部ではバトルサルダー以外は登場していない。
- 玩具ではカクレンジャーの人形を背面にアタッチメントで乗せることが可能[68]。

バトルサルダー
ニンジャレッドの獣将ファイター。身軽で素早く、奇襲戦法を得意とする。
得意技は指先で敵の頭を引っかくサルダークロー。

バトルカーク
ニンジャホワイトの獣将ファイター。光となっての高速飛行が可能。空中殺法を得意とする。
得意技はクロスチョップのカークカット。

バトルロウガン
ニンジャブルーの獣将ファイター。東京 - 大阪間を約3分で走る。キック技を得意とする。
得意技は急降下蹴りのロウガンキッカー。

バトルクマード
ニンジャイエローの獣将ファイター。力に優れ、プロレス技を用いる。
得意技は空中から頭突きを決めるクマードヘッド。

バトルガンマー
ニンジャブラックの獣将ファイター。脚のバネで跳躍し、280メートルのジャンプ力を誇る。
得意技は空中回転しながら連続して体当たりを決めるガンマースリーアタック。

### 超忍獣
忍之巻と隠流超忍獣之術によって召喚される忍法を極めた者のみ操ることが可能な5体の獣型の守護神で、隠大将軍の分身体。人語をしゃべることも可能。
獣将や獣将ファイター同様にカクレンジャーが操縦するが、融合ではなく、コクピットで操縦され、コクピットには6本の水晶型コントローラーが配置されている。
ゴッドサルダー
第25話から登場。ニンジャレッドが操る猿型の超忍獣。素早い動作と強靱な筋力を持つ。
武器は背中に装備している二本の剣サルダーダブルソード。必殺技は空中から2連続斬りを決めるゴッドサルダー二刀斬り。
第39話では、レッドサルダーとバトルサルダーを分身・召喚するサルダー分身之術を使用。バトルサルダーのサルダークロー→レッドサルダーの投げ技→ゴッドサルダーのゴッドサルダー二刀斬りの連続攻撃を行った。
隠大将軍の右腕を構成。
- 当初はフォルムは本物の猿に近い生物的なものだったが、全体のバランスからロボットのようなデザインに変更された。

ゴッドカーク
第26話から登場。ニンジャホワイトが操る鶴型の超忍獣。超忍獣の中では唯一飛行能力を持つ。
武器は目から放つフライングビーム。
隠大将軍の頭部・顔を構成。

ゴッドロウガン
第27話から登場。ニンジャブルーが操る狼型の超忍獣。超スピードで大地を駆ける俊足の持ち主。
武器・技は両目から連続発射する破壊ビーム。体を回転させながら、カッターのような尻尾で敵を切るロウガンアタック。
隠大将軍の左腕を構成。

ゴッドクマード
第27話から登場。ニンジャイエローが操る熊型の超忍獣。豪快なパワーと持久力が特徴。
武器・技は両目から連続発射する破壊ビーム。前足を大地に叩きつけて、地割れ攻撃を行う。
隠大将軍の胴体を構成。玩具では、隠大将軍の右手用拳と左手用手刀を収納でき、右手用拳は腹部に装着し、左手用手刀は尻尾とする。

ゴッドガンマー
第29話から登場。ニンジャブラックが操るガマガエル型の超忍獣。長大な後ろ足により強靱なジャンプ力を誇る。
武器・技は、口から放つ火炎放射のガンマーファイヤー。頭上に乗っているニンジャブラックの印結びを合図に、舌をスローブとし、口から出した無数の小型ゴッドガンマーをスローブから地面に下ろしていき、小型ゴッドガンマーが相手に密着しながら電撃を放つガンマーダイナマイト。
隠大将軍の下半身を構成。
- 特撮監督の佛田洋は、ゴッドガンマーを最大の見せ場にしようと考えていたが、思うようには行かなかったと述懐している。

### 三神将
無敵将軍、ツバサマル、隠大将軍からなる（心・技・体）を司る忍者の神。2千年前に妖怪と戦った三賢人の魂から昇華した存在で、隠流忍術極意・心技体をそれぞれ司る。妖怪に勝利し、地底界に妖怪大魔王を追放した後は地上を去っていた。
物語後半の司令官のポジションであり、ニンジャマンの師匠。機械ではない意志を持った存在となっている。また愛、勇気、希望の化身であり、怒りや悲しみ、絶望の化身である妖怪大魔王と対の存在である。
風雲幻城内の三神将像から発した「心技体」の文字から具現化して出現する場合もある。
無敵将軍（）
五獣将が忍者合体した巨大神将。隠流忍術極意・心技体の体を司る力の神将。
獣将が走行しながら、レッドサルダー、ホワイトカークとブルーロウガン、イエロークマードとブラックガンマーの順で無敵将軍の各部に変形して組み上がり、最後に兜を装着。合体完了後、カクレンジャーが「無敵将軍、参上!」と発声。デザインには「忍者」というテーマに合わせて、日本の城郭の要素が取り入れられており、兜は鶴を模しており、胸の忍の文字がシンボルマークとして描かれている。亜空間に存在する要塞城郭風雲幻城（）から変形することもある。初登場時は自らの意志で動き、第4話で初合体を行ってからは、カクレンジャーによる操縦をメインとする。また、尺の都合上バンクシーンのほとんどが省略版（五獣将が融合するような形で合体する）になっている。
武器は肩の鯱が柄の状態で実体化し、そこから放出した炎で形成される刃を持つ火炎将軍剣で、決め技として用いる際は円を描いてから放ち、手応えを感じた直後、「南無三」の掛け声と共に左手で拝む。火炎将軍剣は等身大サイズに変化させることも可能で、第20話で危機に陥ったニンジャレッドに貸し与えている。ニンジャレッドはこの剣で火炎将軍破を用い、危機を脱した。
通常技は、胸の忍文字から大量の花びらを一斉に噴出する将軍花吹雪、火炎将軍剣から炎の波動を放つ火炎将軍波、目から放つ光線、妖術反射能力を使用。
ツバサマル参戦後は、無敵将軍自身の意志で動くようになる。第27話でのヌエ戦で敗れて一時消滅するが、第37話のカラカサ戦で再登場する。以降は言葉も発するようにもなり、自ら名乗りを上げながら現れ、カクレンジャーの危機に助太刀するようになった。
- テーマが忍者のため、デザイン要素に城が取り入れられた。ディテールは大坂城のプラモデルを参考に描いている。
- スーパー戦隊シリーズとしては初めて5体の人型ロボが合体するという試みが取り入れられた巨大ロボ。「DX超合金ゴッドマーズ」が背中に余った小型ロボの腕が出ていたり、手足となる小型ロボの身長差、合体時の拳を取り外さないなどの不満をクリアするという裏テーマが込められている。玩具では獣将の身長は一律となっているほか、獣将の武器を合体させることも可能。
- 火炎将軍剣のシーンは、本物の火を用いて一発撮りで描写された。

聖忍獣ツバサマル（）
ハヤブサに似た白い巨鳥の巨大神将。隠流忍術極意・心技体の心を司る。第23話から登場。普段は天界で眠り、カクレンジャーの危機を察知すると飛来する。他の2体と違い、カクレンジャーは内部に乗り込まないが、第45話でカクレンジャーを背に載せたことはある。
武器は両翼の先に備わった8連装のキャノン砲でエネルギー弾を発射。
- 事実上2号ロボではあるが、人型には変形せず、鳥のままの姿となっている。

隠大将軍（）
超忍獣が五神合体（）した巨大神将。隠流忍術極意・心技体の技を司る。
先に上半身だけ合体した後、下半身と合体を行う。合体完了後、カクレンジャーが「隠大将軍、推参!」と発声。劇中でホワイトがリーダーであるヒエラルキーが反映され、頭部がホワイトのメカで構成された初の合体ロボで、レッドのメカは右腕を構成している。ゴッドサルダーがいないまま、右腕無しで登場したこともある。第31話から登場。普段は天界で眠っている。
武器は持たず、徒手空拳による肉弾戦を展開。右腕は握り拳、左腕は手刀状となっている。右手から猿の顔を浮かび上がらせながら放つゴッドハンマーパンチ、左手から狼の顔を浮かび上がらせながら放つゴッドバーストチョップ、ゴッドロウガンを分離させて敵にぶつけるロウガンアタックを使用。
必殺技はゴッドハンマーパンチとゴッドバーストチョップを同時に放つ鉄拳ゴッドフィニッシュ。
- シリーズ初の2台目の5体合体ロボットである。

スーパー無敵将軍
第23話から登場した、無敵将軍とツバサマルが超忍者合体した巨大神将で、無敵将軍のエネルギーが、ツバサマルのキャノン砲に加わったことで1.5倍出力がアップした。無敵将軍は両腕を一度分離させ、キャノン砲を前面に展開したツバサマルを腋に挟み込む形で合体し、キャノンの外側に両腕を再合体させることで完成。
必殺技はキャノン砲を連続発射する無敵キャノン一斉射撃。初陣では、火炎将軍剣が通用しないウミボウズを一撃で葬った。
劇中でカクレンジャーが乗り込んだことは一度もなく、専ら無敵将軍の意思で合体している。

スーパー隠大将軍
隠大将軍とツバサマルが翼合体した巨大神将。隠大将軍のままでも飛行は可能だが、ツバサマルを背面に装備したことで、高速飛行能力が備わり、2倍の速さになり、空中戦も可能になった。自然界のあらゆるエネルギーを翼で吸収し、全放出して敵を攻撃する。第31話から登場。
基本技は目から放つ破壊光線、空中で繰り出す連続回し蹴りのフライングキック。
必殺技は、真っ逆さまで急降下しながら鉄拳ゴッドフィニッシュを放つ鉄拳フライングフィニッシュ。この技には、右拳のゴッドサルダーだけで3回殴る鉄拳フライングフィニッシュ・サルダースペシャルというバリエーションもある。
- スーパー戦隊シリーズの戦隊ロボで初めて、翼のシルエットを強調したものとなっている。

ニンジャマン / サムライマン
キャラクターの詳細については登場人物の項を参照。先に記したように本作品の追加戦士に相当する存在であり、同時に巨大ロボにも該当する初のキャラクターである。
手の平から炎を放射する火とんの術、冷たくない雪だるまに化ける忍法雪だるま変化、きんと雲に乗って飛行する術が使える。
怒りが爆発することで、顔や手足を変形させ真の姿であるサムライマンに超変化する。その怒りの理由は、ほとんどの場合敵から嫌いな言葉である「青二才」と言われることにより怒りが爆発するのがお約束となっており、その際「青二才だとぉ〜!? 怒り爆発!!!」とセリフが入るが、「青二才」と言われていないにもかかわらず変身したこともある。また、それ以外では妖怪の策にはめられた際、騙されたことに怒って変身しようとしたが、ニンジャホワイトから「騙されるあなたが悪いの!」と怒られてしまい、不発に終わったことがある。
サムライマン時の武器はニンジャソードの柄に鞘を合体させた薙刀のサムライジャベリン。必殺技はエネルギーを両手の先に集中させ、高熱火球を放つサムライ激怒ボンバーとサムライ激怒斬り。どちらも三神将が止めを刺す前の繋ぎ技として使用されたが、ダラダラとの決戦では、サムライ激怒ボンバーが決め手になった。
- スプリングによるサムライマンへの瞬間変形ギミックは、『マイティ・モーフィン・パワーレンジャー』の玩具「オートモーフィンフィギュア」を踏襲したものである。バンダイの野中剛は、モーフィングを玩具に活用できないかという発想が原点であり、『パワーレンジャー』人形のシステムを発展する目的があったと述べている。

### スペック
| 名称                      | 全高             | 全高             | 重量              | 重量              |
| ------------------------- | ---------------- | ---------------- | ----------------- | ----------------- |
| 無敵将軍                  | 58 m             | 58 m             | 7,300 t           | 7,300 t           |
| 隠大将軍                  | 58.5 m           | 58.5 m           | 7,200 t           | 7,200 t           |
| レッドサルダー            | 35 m             | 35 m             | 1,500 t           | 1,500 t           |
| ホワイトカーク            | 30 m             | 30 m             | 1,000 t           | 1,000 t           |
| イエロークマード          | 32 m             | 32 m             | 1,800 t           | 1,800 t           |
| ブルーロウガン            | 31 m             | 31 m             | 1,200 t           | 1,200 t           |
| ブラックガンマー          | 32 m             | 32 m             | 1,800 t           | 1,800 t           |
| バトルサルダー            | 31 m             | 31 m             | 880 t             | 880 t             |
| バトルカーク              | 25 m             | 25 m             | 650 t             | 650 t             |
| バトルクマード            | 28 m             | 28 m             | 1,000 t           | 1,000 t           |
| バトルロウガン            | 27 m             | 27 m             | 780 t             | 780 t             |
| バトルガンマー            | 28 m             | 28 m             | 880 t             | 880 t             |
| ゴッドサルダー            | 31.5 m           | 31.5 m           | 1,300 t           | 1,300 t           |
| ニンジャマン/サムライマン | 57.5 m（巨大時） | 57.5 m（巨大時） | 6,000 t（巨大時） | 6,000 t（巨大時） |
| 名称                      | 全長             | 全幅             | 重量              | スピード          |
| ツバサマル                | 43 m             | 全翼長：85.6 m   |                   |                   |
| ゴッドカーク              | 15.6 m           | 翼長：21 m       | 600 t             | マッハ2           |
| ゴッドクマード            | 30 m             |                  | 2,000 t           |                   |
| ゴッドロウガン            | 39 m             | 1,300 t          |                   |                   |
| ゴッドガンマー            | 31 m             | 2,000 t          |                   |                   |

## 妖怪軍団
人の心に潜む怒りや憎しみのマイナス情念が生み出した存在。恐怖と恐れと共に人の影にいた彼らが人間との戦争を始め、今に至る。
2,000年前の戦いで起きた三賢人と妖怪大魔王の闘争がもっとも知られた太古の戦で、これは三賢人をリーダーとする人間側の勝利に終わり、大魔王と彼に協力した妖怪たちは地底界に追放された。だが他の残存妖怪は滅ぶことなく世界各国で活動を続けており、戦国時代においてもヌラリヒョンを頭領とする妖怪忍者が大魔王復活のため暗躍していたが、先代カクレンジャーがヌラリヒョンを地底界に続く封印の扉に閉じ込めたことで、ヌラリヒョン陣営妖怪のエネルギーは封印された。妖力を失った彼らは人間社会に隠れて長き隠遁生活に追いやられていたが、400年経って前述の理由により力を取り戻し、彼らが現代の戦争における主力となった。
当初は指揮統制は無く欲望の赴くがままに悪行を働いていたが、ある程度の社会体制が築かれており、妖怪銀行や妖怪レストラン、雑誌「週刊妖怪」や妖怪刑務所といったものも存在していた。その後貴公子ジュニアの登場や大魔王の復活を経て彼らの傘下に統合され、徐々に組織だった動きを見せ、人類を滅亡させて地上に妖怪王国の建国を第一の野望とするようになった。貴公子ジュニアは浮上の大地にある妖怪大宮殿（）をアジトにしており大魔王も当初はそこに潜んでいたが、44話で大魔王の巨大化の際に屋敷が崩壊したことを機に、大魔王の顔を模して作られた空中要塞・ガイコツ城に居を移した。
各キャラクターの身長・体重などの設定はない。
妖怪大魔王（）
第31話から登場した妖怪軍団の首領。破壊光線を放つ杖が武器。誕生日は10月28日。
太郎・次郎を犬に変えたり、分身であるダラダラを生み出すなど強大な特殊能力を持つ他、妖力で身体の大きさを自在に変えることもできる。
ヤマンバ・ダイダラボッチとは兄弟であるが、冷遇とも言える扱いをとっていた。しかし、これらの態度は妖怪王国樹立のためあえて非情に徹していたらしく、妹のヤマンバが倒された時には激しく動揺していた。また、図々しく恋慕してきて押しの強いアプローチをするスナカケババァにタジタジになったり、跳ね返されたビンボーガミのビームを不運にも食らってボロボロになってしまったりとコミカルな面も描かれている。
二度に渡る巨大戦で、スーパー無敵将軍やスーパー隠大将軍の必殺技を受けても、ダメージは負うものの倒れないタフさを誇る。最後の戦いにおいて、その正体と力の源が人間の持つ憎しみの心の化身だったことが明らかにされた。三神将曰く、大魔王以外の妖怪が倒された状態で斬りつけるとマイナスエネルギーが放出され、倒された妖怪たちが復活してしまうため、封印の扉（誰にでもある心の扉）に封印する以外に方法はない。「私を斬れ」とカクレンジャーに挑発をかけたり、分身して惑わすも、最終的には封印の扉に封印された。
- 妖怪としてのモチーフは特に設定されていない。デザインを担当した篠原保は現代風のぬらりひょんというコンセプトで描いている。

貴公子ジュニア（） / ガシャドクロ
第14話から第31話まで登場。大魔王の実子で「妖怪世界にその人あり」と謳われる人物。バラバラだった妖怪たちをまとめ上げ、カクレンジャーを抹殺するための強力妖怪を次々と繰り出す。
ステレオタイプなヘヴィメタルファッションに身を包み感情の起伏が激しく、オーバーアクションで時々メタルシャウト的な叫び声を発するが、普段の口調はなぜかオネエ言葉で話す。人間だけでなく同族に対しても冷酷で、カクレンジャーに敗れたものには容赦なく制裁を行う。怒り出すと何をしでかすか分からないと言わしめるほど部下たちからは畏怖されている。
ピアノやエレキギター、歌が得意。真の姿であるガシャドクロの状態では、ギターから変化した骨形の剣から放つ破壊光線やチェーンソーを使った攻撃、両目からの赤色電撃光線と念力、両手からの破壊光線での攻撃が可能。
第18話、第31話ではそれぞれザシキワラシ、三太夫を殺害し、第19話ではサスケとの一騎討ちでサスケを圧倒し、第24話では大魔王の力を得てカクレンジャーを打ち破るなどかなりの強さを持つ。勘も鋭く、嫉妬心を持っていたとはいえ白面郎を最後まで信用せず「本当は裏切り者だ」と何度も警告していた。
本来は父である大魔王の後継者となるはずだったが、功名を焦りすぎる面があり、度重なる失敗や白面郎の登場で立場が危うくなっていく。三太夫を仕留めるも、ニンジャレッドの隠流・雷鳴斬でダメージを受ける。直後に自ら巨大化し、左腕に装備する火炎放射器（クラッシュビーム）で超忍獣と戦うが、隠大将軍の登場で形勢が逆転、最後はスーパー隠大将軍の鉄拳フライングフィニッシュを受けて敗北。薔薇を銜えたドクロ状の黒の残留思念となりながら消滅するというキザな彼らしい最期を迎えた。
- ガシャドクロのデザインは『恐竜戦隊ジュウレンジャー』で篠原が描いたドーラモンスターのデザイン案を流用している。

白面郎（）
妖怪界の参謀にして大魔王の軍師。先端からビーム鞭を発生させる剣と弓矢が武器。
第30話では大魔王の力を得て貴公子ジュニアでさえ歯が立たなかった超忍獣を軽く退け、カクレンジャーを圧倒した他、第36話ではバクキを弓矢で追い詰めるなど実力は相当に高い。
その正体は死んだと思われていた鶴姫の父親・義輝（）であり、10年前に太郎・次郎とともに大魔王の本拠地に乗り込んだ際、犬にされた2人の命を助ける見返りとして妖怪の仲間に加わった。しかしそれは表向きで、裏では大魔王の弱点を探るために暗躍しており、要所要所でカクレンジャーを助けていた。遅くとも第42話の時点では、自分の裏切りが大魔王側に発覚していることを薄々ながら実感していたようで、同時期、太郎・次郎を使ってダラダラの弱点をサスケに伝えた。その後、大魔王によって裏切りを見抜かれていることを明言されそれと同時に完全にカクレンジャー側に寝返った。しかし、大魔王の妖術によって戦闘用の仮面を装着して石像にされ、最終作戦で人間たちや鶴姫を苦しめる道具として利用されてしまう。しかし、命を代償にした太郎と次郎によって元に戻り、鶴姫と再会を果たす。大魔王封印後、新たな旅に出たカクレンジャーをブンと共に見送った。
- 鎧のデザインは岡本英郎が担当し、岡本が過去に手がけたアニメ作品の鎧を実写に落としこむことをコンセプトとしている。

ユガミ博士
第12話から登場。妖怪界の発明王で、さまざまな発明品を開発しカクレンジャーに対抗する。
当初は妖怪と機械の融合を研究しつつテングにつき従っていたが、テングの敗北後は貴公子ジュニアに仕えていた。武器は1度だけバズーカ砲を使ったのみである。
愛車は三菱・パジェロ（2代目）のロングボディ（5ドア）で、ドロンチェンジャーの通信機能を妨害する装置を普通の自転車に取り付けて走り回るなどの一面も見せている。
第31話にて、巨大化したガシャドクロに自身の最高傑作として火炎放射器（クラッシュビーム）を届けるも、戦いの途中で破壊された上にガシャドクロも敗北。直後、スーパー隠大将軍に破壊された封印の扉の瓦礫に押し潰されて死亡した。
- デザインは岡本英郎が担当。

花のくノ一組
第15話より登場したアヤメ・サクラ・スイレン・ユリ・ランの5人で構成される妖怪の花忍者の集団。隠密行動時は忍装束だが、「バトル変化」の掛け声とともに戦闘スーツを装着する。スパイ活動から戦闘までこなし、忍法花夢幻や忍法花爆弾、専用剣や巨大ミサイルを呼び寄せるくノ一ミサイルなどの忍術を使う。各人毎に色は異なり、アヤメは青、サクラは桃色、スイレンは緑、ユリは橙色、ランは紫となっている。カクレンジャーの中では、特にサスケと対峙することが多い。普段はプールで戯れている。
その正体はジュニアが飼っていた5匹の猫で、ジュニアの下にいた際は戦闘時以外猫の姿だった。大魔王復活以降は常に人間の姿でいるようになったが、最終決戦において隠大将軍の発した光線を浴びて元の猫に戻され、どこへともなく姿を消した。
登場当初はアヤメがリーダーであったが、物語後半ではサクラに変わっていた。
『轟轟戦隊ボウケンジャー』の「全戦隊大全集」でも、悪の戦隊として紹介された。
- デザインは篠原保が担当。企画段階ではレギュラーの敵組織に替わる敵戦隊として設定されており、デザインや造形も最初期に行われていた。テレビ朝日プロデューサーの梶淳によれば、当初は三つ巴の争奪戦とすることも検討されていたという。
- 当初はメンバーの1人が「スミレ」であったが、同年放送の『ブルースワット』に同名の登場人物がいるため変更された。

ヌラリヒョン
戦国時代に暗躍していた妖怪忍者の総大将。大魔王復活を企むが、忍者集団・隠流（先代カクレンジャー）に阻止され、封印の扉の内側に妖怪エネルギーとともに閉じ込められた。部下たちは妖力エネルギーのみを封じられて人間並みの身体能力に落とされたのに対し、彼は本人そのものが封印された。
後に封印の扉から脱出したらしいが、その後の去就は描かれていない。
- デザイン段階で回想にしか登場しないという指定であったため、他の妖怪と異なりアメコミ要素は取り入れられていない。

妖怪
その名の通り、河童・ろくろ首・化け猫など日本の伝説に伝わる妖怪たち。妖力のみを封じられ人間の姿で何百年も生き続けていくうちに現代環境に馴染んだせいか、その本来の姿も現代風にアレンジされており、名前もすべてカタカナ表記である。各妖怪の名前のテロップには劇場版のヒトツメコゾウ兄弟を除き、その妖怪の方に向けられた矢印が付けられている。アマノジャクやカシャのように本人そのものが封印された者もいる。ケウケゲンなどのように武器で強化される者や、ウシオニなどのように状況に応じて身体の一部が変化する者もいる。
ザシキワラシのような善良な妖怪、エンラエンラのような現代に誕生した妖怪、ダイダラボッチ・ヤマンバのように大魔王一族の妖怪も存在する。オープニングの出演者紹介では、人間体での役名で紹介されることも多かった。
追い詰められた際には、黒雲から絶望と憎悪の妖怪エネルギーを受けることによって巨大化する。巨大化に永続性はなく、ヌリカベやヌエは巨大化を解除している。また、倒されると爆発とともに特徴的な捨てゼリフを残し、妖怪エネルギーが種字の形となって空中に浮かび上がり、大気に還る（爆発だけの場合もある）。厳密に言えば、倒されて爆発しても死ぬわけではなく封印される形に近く、最終回では封印の扉の中で倒された妖怪たちが出してくれと嘆いていた。
- 本作品の妖怪はアメコミテイストへのアレンジが特徴となっているが、そのコンセプトは監督の小林義明が発した「ブロンクスの妖怪」という言葉から発想を膨らませたものであり、またデザインを手掛けた篠原保は作業に当たって『セサミストリート』に登場するキャラクターたちのイメージがあって描き始めた旨を述懐している。また、デザイナーの1人であるマイケル原腸は、篠原は『パワーレンジャー』への登場も想定して欧米風の要素を取り入れていたと証言している。

ヌエ
ジュニアを見かねた大魔王が派遣した使者。第27話から第29話まで登場。原典とは異なり鷲・蛇・ライオン・虎をモチーフとしており、古いモチーフ（サル、タヌキ、虎、蛇）を「名誉に関わる」と嫌悪している。
妖怪の中の妖怪と称される妖怪戦士で、ロサンゼルスで暗殺組織を率いている。念力、電磁縄、金縛り、刀を使った攻撃、両目から放つ破壊光線、頭部からの羽手裏剣、巨大な蛇状の触手を使った攻撃を行う。戦闘能力もさることながら心の隙間をつくのが非常にうまく、揺さぶりや罠で精神的にダメージを与えることで無上の喜びを感じる狡猾かつ卑劣な性格。
第27話ではサイゾウとセイカイに「妖怪の刑」を執行して、へのカッパに変えてしまい、カクレンジャーへの変身も封じてしまう。「どちらかを殺せば、元に戻れる」と告げて同士討ちさせようとするが、結束を取り戻した2人の反撃に遭い、同時のキックを受けたことで一時的に力が弱まったために2人は元に戻ってしまう。巨大化後の無敵将軍との戦いでは互角の戦いの末、不意打ちとはいえ無敵将軍にダメージを与えて消滅させることに成功。直後のゴッドロウガンとゴッドクマードとの戦闘で地割れに落とされて姿を消した。しかししぶとく生きており、今度は標的をジライヤへと変更する。
数年前（1986年）にジライヤの師匠であったガリの前に現れ、事故で重傷を負った娘を助ける条件として、ジライヤの父親を殺させていた。その後も幾度となくガリを利用し、ついにジライヤを殺すよう依頼。二人を共倒れさせようと画策した。死闘の末、最後に立っていたのはジライヤだったため、自ら止めを刺さんと巨大化して戦う。直後、試練を乗り越えたジライヤの手元に巻物が現れ、ゴッドガンマーを召喚される。一方的に攻撃を受けた後、超忍獣とツバサマルの一斉攻撃の前に敗北した。
- デザインは篠原保が担当。デザインイメージはフライトジャケットを着た駐屯地の外国人士官。

ガリ
第28・29話に登場したヌエの客分。ジライヤに格闘技を教えた恩師で、ジライヤの父とは親友だった。
数年前、交通事故で大怪我をした娘を助けてもらう見返りとして、ヌエの策略に乗りジライヤの父を殺した。しかし、ジライヤにも大切な父がいたのだということに気付き後悔し、彼を引き取り武道を教え込んだ。ジライヤが日本に旅立つことになった時は「お前が持っているこの石と、私が持っているこの石がある限り、2人の心は結ばれている」と言い、師弟関係を象徴する石を渡した。
その後も脅迫されてヌエに人殺しを何度も頼まれており、とうとうジライヤを殺すため姿を現す。ヌエに力を与えられていたとはいえ彼自身が武道家であるため戦闘能力は高く、空手の技や釵・鉄の爪といった武器を使いこなし、ジライヤや変身後のサスケを圧倒した。が、本心では過去の贖罪のため、強くなった弟子の手で死ぬことを望んでいた。最後は渾身のスリーキックを受けて鉄の爪を落としジライヤに奪われ、そのまま武器と蹴りによるコンビネーションを喰らって倒れる。死に際になぜこのようなことになってしまったかをジライヤに告げ、息絶えた。
- デザイン段階ではヌエの正体という想定であった。

ダラダラ
第42話から第44話まで登場。大魔王が自身の口から卵を産むことによって作り出した自らの分身妖怪で、ゲル状の物質で構成されている。
浴びた相手を死に至らしめるゲル状の物質（猛毒のヘドロ）を打ち出したり、両腕を長大に変化させて攻撃する。大魔王の動作で動くこともある。最大の特徴は敵の戦闘力を吸い取って強奪できることにあり、吸収後は吸収した相手の特徴が身体に浮かび上がる。その上、能力を吸収された者は満足に動けなくなる上、ダラダラのダメージを替わりに受けてしまうようになる。最初はニンジャマン、次にニンジャレッド以外のカクレンジャーの能力を吸収した。実は産みの親である大魔王の腹部を攻撃されると吸収した能力が戻ってしまうという弱点がある。
三神将を追い詰めながらも、サスケの活躍で吸収した力を失い、元の姿に戻ってしまう。大魔王と共に戦うが、無敵将軍の火炎将軍剣とサムライマンのサムライ激怒ボンバーを受けて倒された。
- デザインは篠原保が担当。デザインはトラの模様のような意匠が入れてあったり、顔の塗り分けがチェッカーになっているなど、妖怪大魔王と同じ意匠が取り入れられている。

ドロドロ
最下級の妖怪で、妖怪の戦闘員的な存在。大刀や手裏剣、ロッド型の武器が武器で、一応人間らしい感情も持っている。人語を話し、第12話では新井一典が声をあてている。人間に変身する能力も持つ。頭にリボンを付けた女性のドロドロも存在する。
ヌラリヒョン配下の忍者装束の部隊やアズキアライ配下の警察官の格好をした部隊、オオニュウドウ配下のTシャツを着て自転車に乗った部隊やテング配下のピエロ姿の部隊などが登場した。
『手裏剣戦隊ニンニンジャー アカニンジャーVSスターニンジャー百忍バトル!』に他の忍者戦隊の戦闘員とともに登場。
- デザインイメージは水子の霊。篠原は当初意識していなかったが、結果的にムンクの絵画『叫び』に似てしまい、名称案が「ムンク兵」となっていた時期もある。

へのカッパ
ドロドロにも劣ると言われる最下級妖怪で、サイゾウとセイカイがヌエにこの姿にされた。倒れても頭の皿に水をかければ復活する。
- デザインは岡本英郎が担当した。アメリカ要素としてアメリカ原産のミドリガメがモチーフとなっている。

## キャスト
作品がスーパー戦隊らしくないシリーズにしようという方向性であったことから、サスケ / ニンジャレッド役の小川輝晃はレッドらしくないという理由で起用された。
鶴姫役には、前年に『有言実行三姉妹シュシュトリアン』に出演していた広瀬仁美が起用された。テレビ朝日プロデューサーの梶淳は、フジテレビで放送されていた東映不思議コメディーシリーズをライバル視しそのスタッフの力量を評価しており、鶴姫役の選考が難航した際に広瀬の起用を提案したという。第35話では、『シュシュトリアン』主役の三姉妹役で広瀬と共演した田中規子と石橋けいがゲスト出演し、同作品のパロディを演じた。
講釈師役を演じたのは、新作落語の旗手として知られていた三遊亭圓丈である。圓丈はナレーターが設定されていない本作品において第一部のナレーターに相当する役割も兼ねていたが、第1部の終了に伴ってレギュラーから外れ、第39話の「特別編だよっ!!」での再登場のみに留まっている。これに関して、圓丈は後年自身の公式ホームページ上にて、メイン視聴者の子供たちにはそこそこ人気があったが、後日スポンサーであるバンダイから「あんなに進行役が目立っても、うちの玩具は売れない」と、主役であるカクレンジャーの5人より目立ち過ぎていることでクレームがついたことにより外された旨を述懐しており、最後までやれなかったのが残念だとも語っている。また、幼少期に本作品を視聴していた柳家平和は、圓丈から直接聞いた話として「台本は自分で考えてやってください」と全てアドリブ任せであったにもかかわらず、バンダイからクレームが来て降板せざるを得なかった旨を明かしている。その一方で、サブプロデューサーとして本作品に参加していた高寺成紀は、バンダイが物語初期の作風に疑問を感じていたのは確かだが、圓丈の降板を正式に要請した史実はなく、妖怪の紹介も脚本にあり「全てアドリブ」も不正確であると、前述した圓丈らの述懐とは相違した証言を残している。いずれにせよ、これに伴って第2部以降は前出の第39話を除いてナレーターが存在せず、次回予告はすべて登場する役者陣によってなされているほか、講釈師が当初行っていた妖怪たちの解説も自己紹介というスタイルで妖怪本人に移行した。
後半の敵幹部である白面郎は、『太陽戦隊サンバルカン』で2代目バルイーグル/飛羽高之を演じた五代高之が演じた。五代は『サンバルカン』で世話になった東映プロデューサーの鈴木武幸からの依頼であったため快諾したと述べている。
第28話・第29話では、ジライヤ役のケイン・コスギの父であるショー・コスギが出演し、親子共演を果たした。

### レギュラー・準レギュラー
- サスケ / ニンジャレッド：小川輝晃[注釈 39]（1 - 26,28 - 53）
- 鶴姫 / ニンジャホワイト：広瀬仁美（1 - 26,29 - 53）
- サイゾウ / ニンジャブルー：土田大（1 - 27,29 - 53）
- セイカイ / ニンジャイエロー：河合秀（2 - 27,29 - 53）
- ジライヤ / ニンジャブラック ：ケイン・コスギ（2 - 26,28 - 53）
- 軍師・白面郎：五代高之（30,31,36,37,39,42 - 44,51 - 53）
- 百地三太夫：坂本あきら（1 - 3,5,9,23 - 26,28,30,31）
- 貴公子ジュニア：遠藤憲一（14 - 21,23 - 25,27,30,31）
- ユガミ博士：秋間登（12 - 14,16,20,30,31）
- アヤメ[注釈 40]：鈴木真帆（15,16,19,20）、生間美紀（35,39,42 - 44,48,51 - 53）
- サクラ[注釈 40]：咲田めぐみ（15,16,19,20,35,39,42 - 44,48,51 - 53）
- スイレン[注釈 40]：本田順子（15,16,19,20,24,35,39,42 - 44,48,51 - 53）
- ユリ[注釈 40]：野口律子（15,16,19,20,24,35,39,42 - 44,48,51 - 53）
- ラン[注釈 40]：田辺智恵（15,16,19,20,24,35,39,42 - 44,48,51 - 53）
- 太郎：土屋圭輔（30,31,44,52）
- 次郎：土屋大輔（30,31,44,52）
- ブン：福場康之（26,30,31,42 - 44,52,53）
- 講釈師：三遊亭圓丈（1 - 24,39）

### 声の出演
- ニンジャマン：矢尾一樹（36 - 50,53）
- 無敵将軍：堀田智之（27）
- 隠大将軍、ツバサマル[注釈 41]：松本大（53）
- 大魔王：柴田秀勝（23,30 - 53）

### ゲスト
- 猿飛佐助[注釈 42]：益田哲夫（1 - 3）
- 霧隠才蔵[注釈 42]：岡本美登（1 - 3）
- 三好清海入道[注釈 42]：関根大学（1 - 3）
- 児雷也[注釈 42]：井上清和（1 - 3）
- 女の子：高橋千代美（1）
- 船頭：高月忠（1）
- 正一：石川秀樹（2）
- 母親：養田礼子（3）
- 子供：木村隼人（3）
- 酔っぱらい：熊谷淳二（3）
- 男の客：小久保洋明（3）
- 茂：斉藤亮太（4）
- 茂の父親：小竹林早雲（4）
- 洋一：藤田大助（5）
- ブティック店員：松本かおり（5）
- 王子：小林和香（6）
- 店員：石橋有紀（6）
- 美女：平島りえ子（6）
- 母親：二階堂美由紀（7）
- 子供たち：折本樹里、細谷麻衣、渡辺まゆみ、村田俊、俵一馬、井側裕介（8）
- 利夫：富田樹央（9）
- 利夫の父：島田真次（9）
- 隣のおばさん：渡部るみ（9）
- リポーター：岸田里佳（9）
- お天気お姉さん：石原道恵（9）
- 司会者：西尾徳（9）
- お助け侍：和泉史郎（9）
- 悪代官：野村和也（9）
- 町娘：永野百合香（9）
- ラーメン屋：菊地康二（9）
- カオリ：米田里美（10）
- カオリの母：千葉由美（10）
- 医師：竹内靖司（10）
- 看護婦：山田明子（10）
- 警官：栗田聖佐晃（10）
- ツバキ：中山由香理（11）
- 少女たち：寺田典子、吉川あき子、桜井彩加、片柳悠佳、折本沙里（11）
- 正夫：手島佑弥（12）
- 浩の母ちゃん：鶴間エリ（13）
- 浩の父ちゃん：青柳文太郎（13）
- 浩：渡辺しんすけ（13）
- 青年：久野明孝（13）
- 青年の婚約者：金井見雅子（13）
- 主婦：内田三知代（13）
- 徹：野上亜佑多（17）
- 子供たち：折本樹里、渡辺まゆみ、村田俊、俵一馬、原久久嘉（18）
- アベック：才藤勇輔、飯沼希歩（19）
- 男の子：永田貴嗣（19）
- 真一：菊地大介（20）
- 真一の母：松本じゅん（20）
- 女店員：和田真理子（20）
- 花子：岡本麻美（21）
- 花子の母：山口るい子（21）
- いじめっ子たち：大地泰仁、田中光、川添大介（21）
- 麻衣子：鳥居忍（22）
- 子供たち：藤井樹里、高田端紀、岸本海人（22）
- 医師：角間進（22）
- 恵子：東里（23、30、31）
- 良太：矢尾武（23、30、31）
- 麗花：千葉麗子（25）
- メイド：小嶋嘉子、松野朋子（26）
- 執事：矢部忠政、小倉昌明（26）
- ガリ：ショウ・コスギ（28、29）
- 少年時代のジライヤ：大泉翼（28、29）
- シンシア：アンドレア・モンタギュウ（28、29）
- ガリの妻：シェリー・スウェニー（28）
- ジライヤの父：小田島隆（28、29）
- 少年たち：植田慎介、深澤光明（28）
- 幼い鶴姫：井上真央（30、31）
- ハルカ：中島真希（32）
- コスケ：柴田綾太（33）
- 駐在さん：木村修（33）
- おかみさん：渡部るみ（33）
- 直樹：長沼哲郎（34）
- 直樹の友達：遊馬健、須藤悠、桑原朋宏（34）
- 山咲雪代：田中規子（35）
- 山咲月代：石橋けい（35）
- 山咲花代：鹿島かんな（35）
- めぐみ：阿部麻美（35）
- 純一：青木海（36）
- 光子：八代華奈（36）
- 子供たち：田宮賢太朗、若松大介、大城戸洋平（37）
- お母さん：木村小百合（38）
- 渉：久保山知洋（38）
- 愛：村嶋亜矢香（38）
- 桜子：百地千寿（40）
- 信一：川内史也（40）
- 花田亜紀：川崎愛（41）
- 花田進也：大畑俊（41）
- 洋子：植松佳菜美（42）
- チビサンタ：中村充志（45）
- 長老サンタクロース：大月ウルフ（45）
- サンタクロース：荒川正和（45）
- 俊夫：照井暁（45）
- パパ：山浦栄（45）
- ママ：松尾晶代（45）
- 明：日吉孝明（46）
- 明のママ：上村依子（46）
- のぞみ：河東真実（47）
- 唐津銀次郎：今西正男（47）
- 正太：島田正直（47）
- 女の子：染谷有希（47）
- 村田：児玉頼信（48）
- お母さん：寺内よりえ（48）
- 若い娘：斉藤真紀（48）
- 若者：廻谷和則（48）
- 子供たち：佐野泰臣、長尾陽香（48）
- 二宮：網野あきら（49）
- 君子：今村明美（49）
- 健一：井側裕介（49）
- 尚美：小松幸江（49）
- 男：吉成幸一（49）
- 主婦：武田留美子（49）
- トウモロコシ売りのおじさん：泉福之助（50）
- 男の子：原久嘉（50）
- 茂：杉山丈二（51）
- 男の子：提隼瀬（51）

### スーツアクター
ニンジャレッド役には、後楽園ゆうえんちのショーで活動していた高岩成二が抜擢された。高岩によれば、アクション監督の竹田道弘から直接誘いを受けたという。高岩を起用した理由について竹田は、ショー時代から高岩の一生懸命さを気に入っており、かねてから何かあったらやらせようと考えていたと述べている。高岩は、『秘密戦隊ゴレンジャー』から『鳥人戦隊ジェットマン』までほぼすべてのレッドを演じた新堀和男から直接酒の席で「レッド談義（レッドのあり方）」を聞き撮影に臨んだが、途中から新堀の作り上げてきたレッド像は逆三角形のフォルムと高い身長を持つ新堀にしか演じられないと感じるようになり、ニンジャレッドのキャラクター自体が従来のレッド像とは異なることもあり、自分なりのレッドを演じるよう開き直ったという。
ニンジャブルー役の宮崎剛も本作品で初めてヒーロー役をレギュラーで担当した。宮崎は、高岩とともに変身前後のキャラクター性のリンクを意識しており、そのことが後に自身がアクション監督を担当した平成仮面ライダーシリーズでの方向性につながっていったと述べている。
『電子戦隊デンジマン』以来戦隊ロボのスーツアクターを務めている日下秀昭は、本作品のニンジャマンで初めてヒーロー側のキャラクターを演じた。
- ニンジャレッド[105][100]、レッドサルダー[100][101]、バトルサルダー[101]、ゴッドサルダー[106]、隠大将軍[100]、ニンジャマン[106]：高岩成二
- ニンジャホワイト[107]：村上利恵
- ニンジャブルー[108][52]：宮崎剛
- ニンジャイエロー[109]：石垣広文
- ニンジャブラック[107][110]：喜多川務
- ニンジャマン[出典 70]、妖怪大魔王[113]：日下秀昭
- ホワイトカーク[114]、花のくノ一組[114]：中川素州
- ブラックガンマー[114]：坂本隆
- 妖怪[115]、ドロドロ[115]：今井靖彦

## スタッフ
東映側のプロデューサーには、シリーズ初期の作品に携わった吉川進が復帰。また第15話より髙寺成紀が本シリーズに初めて参加した。
脚本、監督、音楽担当のメインスタッフは前作とほぼ変わらない顔ぶれであるが、サブライターにはスーパー戦隊シリーズにおいて9年連続でメインライターを務めた実績を持つ曽田博久が復帰し、途中参加ではあるものの12本のエピソードを執筆している。また『バイオマン』以来、『ジュウレンジャー』を除き戦隊シリーズにサブライターとして携わってきた藤井邦夫は本作品の第32話の脚本を最後にスーパー戦隊シリーズから離れることとなった。第17話の脚本は当初荒川稔久が執筆していたが、吉川のOKが出ず没になり、曽田が改めて執筆し、荒川は一旦外れることとなった。荒川はその後第35話のみ執筆したが、次作『超力戦隊オーレンジャー』ではテレビシリーズは担当せず、講談社ビデオや電話サービスのみの参加となった。
演出面では当時まだ20代だった渡辺勝也が、本作品では最多となる14作品の演出を担当。また、これまで特撮監督として手腕を振るってきた佛田洋が本編監督としてもデビューを果たした。
キャラクターデザインは前作より引き続き参加の篠原保・マイケル原腸の2人に加え、過去に東映特撮にも係わっていた経験を持つ岡本英郎、そして篠原の後輩で前作『ダイレンジャー』でもヘルプ的な形でデザイン作業に参加していた阿部統の2人が新たに参加。阿部は、本作品以降『未来戦隊タイムレンジャー』までスーパー戦隊シリーズのキャラクターデザインに携わって行くこととなる。一方、本作品を最後に阿部と入れ替わる形でスーパー戦隊シリーズからは離れることとなった篠原であるが、本作品のデザイン作業については「あまり後先のことは考えず、遠慮せず好きなようにやって終ろう」というスタンスで臨んでいたようで、後年「一区切りついたというか、やり残した感というのはホントになかった」といった趣旨のコメントを残している。また、当初からやりたいことができないようであれば降りるつもりであったとも述べている。鈴木は、篠原のデザインを高く評価しており、後年に本作品でのデザイン画をパワーレンジャーのスタッフに見せたところ好評を得たという。
本作品より主人公側の衣裳をスタイリストが担当するようになった。
- プロデューサー：梶淳（テレビ朝日）・吉川進、鈴木武幸、髙寺成紀（東映）・矢田晃一（東映エージエンシー）
- 原作：八手三郎
- 連載：テレビマガジン、てれびくん、テレビランド
- 脚本：杉村升、荒川稔久、高久進、曽田博久、藤井邦夫
- 音楽：川村栄二
- アクション監督：竹田道弘（ジャパン・アクション・クラブ）、新堀和男（レッドアクションクラブ）
- 監督：小林義明、坂本太郎、小笠原猛、東條昭平、渡辺勝也、佛田洋
- 撮影：いのくままさお、浄空
- 照明：竹田勝三
- 美術：山下宏、安井丸男
- キャラクターデザイン：篠原保、マイケル原腸、岡本英郎、阿部統
- イラスト：野口竜
- 造型：前沢範（レインボー造型企画）
- 録音：石川孝
- 編集：成島一城、山口一喜、伊吹勝雄
- 記録：安倍伸子、高山秀子、吉田由香
- 選曲：宮葉勝行
- 音響効果：阿部作二（大泉音映）
- スタイリスト：菅井紀子
- ダンス指導：相良まゆ、大石三恵子（第21話）、西原千雪（第37話）
- 操演：船越幹雄
- 美粧：三浦ゆかり（サン・メイク）
- 衣裳：佐藤みどり（東京衣裳新社）
- 装飾：高谷昌毅（装美社）
- 装置：東映美術センター、福居勉（紀和美建）
- 計測：黒須健雄、田中正博
- 助監督：田﨑竜太、宮坂清彦、竹本昇、中沢祥次郎、丸山真哉
- 進行主任：小迫進、後藤田伸幸、畑山佳津子
- 制作デスク：岩永恭一郎
- 制作担当：藤田佳紀
- 企画協力：企画者104
- 資料担当：葛西おと、河野成浩
- 視覚効果：沖満、長部恭平（映画工房）
- 技術協力：東通
- 現像：東映化学
- カースタント：タケシレーシング
- 車輌協力：クライスラー
- オートバイ協力:スズキ株式会社
- 撮影協力：パシフィコ横浜、アサヒコーポレーション、那須高原・りんどう湖ファミリー牧場
- （株）特撮研究所
  - 操演：鈴木昶、尾上克郎
  - 撮影：高橋政千
  - 照明：林方谷
  - 美術：木植健次
- 特撮監督：佛田洋
- 制作：テレビ朝日、東映、東映エージエンシー

## 音楽
主題歌
「忍者」という和の要素を持つ戦隊ということで、オープニング、エンディングともに和楽器が取り入れられている一方、EDにはラップが取り入れられたり、歌詞には英語が多く使用されたりしている。また、川村栄二が担当した劇中音楽には和楽器が一切使用されていない。また、前作『ダイレンジャー』の音楽も一部流用されている。
日本コロムビアから発売された『コロちゃんパック 忍者戦隊カクレンジャー』はオリコン週間アルバムチャートのカセットチャートで1位を獲得し（スーパー戦隊シリーズ関連の作品では初）、1995年度の年間チャートで5位を記録した。
オープニングテーマ「シークレット カクレンジャー」
作詞：冬杜花代子 / 作曲：都志見隆 / 編曲：山本健司 / 歌：トゥー・チー・チェン
トゥー・チー・チェンは、作曲者の都志見の変名であり、「都志見」を中国語読みにしたものとなっている。全編を通してオープニングテーマとして使用されたほか、最終回のエンディングテーマとしても使用された。
曲調は鼓や拍子木などの和風の音色を取り入れた1980年代ユーロビート風となっている。カクレンジャーたちでも妖怪たちでもなく、第三者を主体に歌詞が書かれているのも大きな特徴。
オープニングの冒頭には、戦隊メンバーを演じる役者によるタイトルコールの代わりにコーラスで「カクレンジャー・ニンジャ、ニンジャ」のセリフが入り、前奏前のコーラスとともにタイトルロゴが表示される。
映像では第15話からその回に登場する妖怪のシーンが挿入され、「?（妖怪の名前）→」のテロップが入っていたが、後にその回のメインのキャラクターのシーンも挿入されるようになり、妖怪に対しても「?（妖怪の名前）→」のテロップは表示されなくなった。
エンディングテーマ「ニンジャ! 摩天楼キッズ」
作詞：冬杜花代子 / 作曲：都志見隆 / 編曲：山本健司 / 歌：トゥー・チー・チェン
最終回を除き、全編を通してエンディングテーマとして使用。ドロドロがダンスをするエンディング映像が最初に用意され、それに合わせて都志見が作曲したという風変わりな経緯で作られた。
カクレンジャーは終盤にしか登場せず、最後に番組ロゴが表示される。
番組前半の一時期には、その回の本編のラストで講釈師が出題したクイズの答えがエンディング映像の後半にテロップで表示されていた。

挿入歌

本作品でも、従来のシリーズ作品と同様に主題歌・挿入歌を収録した『ヒット曲集』が発売されたが、挿入歌の一つである「無敵将軍、只今参上!」はその時点で制作されていたにもかかわらず未収録となり、その後追加で制作された「出たぞ! 隠大将軍!!」のシングルにカップリング曲として収録された。
下記のほか、第8話では「にこにこにゃんにゃん」、第15話では「1999 SECRET OBJECT」、第17話では「GIMME YOUR LOVE -不屈のLOVE DRIVER-」、第33話では「赤とんぼ」が挿入歌として使用された。
「気合百発! カクレンジャー!!」（第16・39・50話）
作詞：横山武 / 作曲・編曲・歌：樫原伸彦
劇中ではサビ前のセリフをカットしたものが使用された。
「イントゥ デンジャー カクレンジャー」（第20・33・48・51話）
作詞：八手三郎 / 作曲・編曲：川村栄二 / 歌：宮内タカユキ
第17・25・29話ではインストゥルメンタル版が使用された。
最終話ではイントロ部分のみ使用された。
最終話の予告編でも使用された。
「鶴姫! 強さは目にも美しい」（第26・35・51話）
作詞：冬杜花代子 / 作曲・編曲：樫原伸彦 / 歌：佐々木真里
「必殺ファイタークラッシュ!!」（第21話）
作詞：横山武 / 作曲・編曲：川村栄二 / 歌：樫原伸彦
「走れ! 猫丸」（第49話）
作詞：渡辺なつみ / 作曲・編曲：つのごうじ / 歌：つのごうじ、ピタゴラス
劇中ではカクレンジャーが歌っているシーンが存在する。
「星よ、にじむな!」（第24・44話）
作詞：里乃塚玲央 / 作曲：瑞木薫 / 編曲：川村栄二 / 歌：宮内タカユキ
第44話の予告編でも使用された。
宮内自身がコーラスを重ねた別バージョンも存在する。
「黒の貴公子」（第23話）
作詞：冬杜花代子 / 作曲：松澤浩明 / 編曲：松澤浩明、つのごうじ / 歌：×10
貴公子ジュニアが歌うという設定で使用された。
第39話ではインストゥルメンタル版が使用された。
「忍者でいこう! デデンのデン」（第32話）
作詞：八手三郎 / 作曲・編曲：川村栄二 / 歌：宮内タカユキ
「無敵将軍、只今参上!」（第19話）
作詞：八手三郎 / 作曲：瑞木薫 / 編曲：石田勝範 / 歌：宮内タカユキ
第44話ではインストゥルメンタル版が使用された。
「出たぞ! 隠大将軍!!」（第32・34・52話）
作詞：八手三郎 / 作曲：小杉保夫 / 編曲：石田勝範 / 歌：影山ヒロノブ

## 放送日程
| 放送日         | 放送回 | サブタイトル    | 登場怪人 | 脚本     | アクション監督 | 監督     |
| -------------- | ------ | --------------- | --- | -------- | -------------- | -------- |
| 1994年02月18日 | 1      | 忍者でござる    | - ヌラリヒョン（声：千田義正） - カッパ（人間態（眼鏡の男）、声：赤星昇一郎） - ロクロクビ（人間態（サングラスの女）、声：鈴鹿景子）                                                        | 杉村升   | 竹田道弘       | 小林義明 |
| 2月25日        | 2      | 危ないオバサン  | - カッパ - ロクロクビ | 杉村升   | 竹田道弘       | 小林義明 |
| 3月04日        | 3      | アメリカン忍者  | - オボログルマ（人間態（運転手）、声：ドン貫太郎） - アズキアライ（人間態（警官）、声：粟津號） - 妖怪のゴロツキたち                                                                        | 杉村升   | 竹田道弘       | 坂本太郎 |
| 3月11日        | 4      | 妖怪ポリスマン  | - アズキアライ - 妖怪のゴロツキたち | 杉村升   | 竹田道弘       | 坂本太郎 |
| 3月18日        | 5      | 凸凹珍ゲーマー  | - ヌリカベ（人間態（スタジャン男）、声：阿部渡） - モクモクレン（人間態（コート男）、声：舘大介） - 妖怪のゴロツキたち                                                                      | 杉村升   | 竹田道弘       | 小笠原猛 |
| 3月25日        | 6      | 目玉の王子様!   | - ヌリカベ（人間態（スタジャン男）、声：阿部渡） - モクモクレン（人間態（コート男）、声：舘大介） - 妖怪のゴロツキたち                                                                      | 杉村升   | 竹田道弘       | 小笠原猛 |
| 4月01日        | 7      | こいつぁデカい  | - ガキツキ（人間態（エプロンの男）、声：今井耐介） | 荒川稔久 | 竹田道弘       | 渡辺勝也 |
| 4月08日        | 8      | 化猫ショップ!!  | - バケネコ（人間態（ペットショップの女）、声：北山亜紀子） - 妖怪のゴロツキたち | 高久進   | 竹田道弘       | 渡辺勝也 |
| 4月15日        | 9      | ドッキリ生中継  | - ドロタボウ（人間態（ダサい男）、声：松村明） | 杉村升   | 竹田道弘       | 坂本太郎 |
| 4月22日        | 10     | 子泣き爺いぢゃ  | - コナキジジイ（人間態（紳士）、声：ムッシュ田村） - 人形（声：高坂真琴、本多育子、森田チアキ）                                                                                             | 高久進   | 竹田道弘       | 坂本太郎 |
| 4月29日        | 11     | ボロこそ最高!!  | - シロウネリ（人間態（オンボロ帽の男）、声：市川勇） - 鏡（声：むたあきこ） | 高久進   | 竹田道弘       | 小笠原猛 |
| 5月06日        | 12     | 出たァ!! 新獣将 | - テング（声：岸野一彦） - 妖怪レプリカ軍団（声：新井一典） | 杉村升   | 竹田道弘       | 小笠原猛 |
| 5月13日        | 13     | ブッとばせ不幸  | - カネダマ（人間態（福王大吉）：斉藤清六 / 声：篠田薫） | 曽田博久 | 竹田道弘       | 東條昭平 |
| 5月20日        | 14     | 俺は貴公子だ!!  | - ケウケゲン（人間態（毛羽毛院長）、声：大河内浩） - 妖怪のゴロツキたち | 杉村升   | 竹田道弘       | 東條昭平 |
| 5月27日        | 15     | げえッ!! 凄い奴 | - 花のくノ一組 - シュテンドウジ兄（声：渡部猛） - シュテンドウジ弟（声：山中一徳） - 妖怪看守（演：佐々木正明）                                                                             | 杉村升   | 竹田道弘       | 坂本太郎 |
| 6月03日        | 16     | 赤猿の鬼退治    | - 花のくノ一組 - シュテンドウジ兄（声：渡部猛） - シュテンドウジ弟（声：山中一徳） - 妖怪看守（演：佐々木正明）                                                                             | 杉村升   | 竹田道弘       | 坂本太郎 |
| 6月10日        | 17     | 魔剣とパンツ!!  | - アミキリ（人間態（美女）、声：河合亜美） | 曽田博久 | 竹田道弘       | 渡辺勝也 |
| 6月17日        | 18     | ハローきのこ君  | - ザシキワラシ（人間態、声：牧野一進） - ザシキワラシ（悪）（声：沢田澄代） | 杉村升   | 竹田道弘       | 渡辺勝也 |
| 6月24日        | 19     | 暗闇の地獄罠!!  | - ツチグモ（人間態（チョビヒゲ）、声：森富士夫） | 杉村升   | 竹田道弘       | 小笠原猛 |
| 7月01日        | 20     | 花のくノ一組!!  | - 花のくノ一組 | 杉村升   | 竹田道弘       | 小笠原猛 |
| 7月08日        | 21     | サルマネ必殺技  | - サルガミ（人間態（霞大五郎）、声：大杉漣） | 曽田博久 | 竹田道弘       | 東條昭平 |
| 7月15日        | 22     | 笑って頂きます  | - エンラエンラ（声：神山卓三） | 曽田博久 | 竹田道弘       | 東條昭平 |
| 7月22日        | 23     | 電撃!! 白い怪鳥 | - ウミボウズ（声：河合義雄） | 杉村升   | 竹田道弘       | 渡辺勝也 |
| 7月29日        | 24     | あァ 一巻の終り | - ガシャドクロ - 花のくノ一組 | 杉村升   | 竹田道弘       | 渡辺勝也 |
| 8月05日        | 25     | 新たなる出発!!  | - イッタンモメン（声：檜山修之） | 杉村升   | 竹田道弘       | 坂本太郎 |
| 8月12日        | 26     | 鶴姫家の超秘密  | - カサバケ（声：青柳文太郎） | 杉村升   | 竹田道弘       | 坂本太郎 |
| 8月19日        | 27     | 無敵将軍の最期  | - ヌエ（声：玄田哲章） | 曽田博久 | 竹田道弘       | 東條昭平 |
| 8月26日        | 28     | 超大物・来日!!  | - ヌエ（声：玄田哲章） | 杉村升   | 竹田道弘       | 東條昭平 |
| 9月02日        | 29     | 史上初の超対決  | - ヌエ（声：玄田哲章） | 杉村升   | 竹田道弘       | 東條昭平 |
| 9月09日        | 30     | 再会 裏切りの父 | - ガシャドクロ - 白面郎 | 杉村升   | 竹田道弘       | 小笠原猛 |
| 9月16日        | 31     | 見たか!! 新将軍 | - ガシャドクロ - 白面郎 | 杉村升   | 竹田道弘       | 小笠原猛 |
| 9月23日        | 32     | ナメんな顔泥棒  | - ヌッペフホフ（人間態（アイスキャンデー屋）、声：高月忠） | 藤井邦夫 | 竹田道弘       | 渡辺勝也 |
| 9月30日        | 33     | あまのじゃく村  | - アマノジャク（人間態（和尚）：岩城力也 / 声：梁田清之） | 高久進   | 竹田道弘       | 佛田洋   |
| 10月07日       | 34     | 花嫁砂地獄!!    | - スナカケババァ（人間態（厚化粧のおばさん）、声：日向明子） | 曽田博久 | 竹田道弘       | 佛田洋   |
| 10月14日       | 35     | おしおき三姉妹  | - カマイタチ（人間態（校長）、声：十貫寺梅軒） | 荒川稔久 | 竹田道弘       | 渡辺勝也 |
| 10月21日       | 36     | 暴れん坊忍者!!  | - バクキ（声：神山卓三） - 偽カクレンジャー | 杉村升   | 竹田道弘       | 渡辺勝也 |
| 10月28日       | 37     | 唐傘ダンス女王  | - カラカサ（演：草薙かおり） | 杉村升   | 竹田道弘       | 坂本太郎 |
| 11月04日       | 38     | モオ〜ッ嫌な牛  | - ウシオニ（声：今西正男） | 曽田博久 | 竹田道弘       | 坂本太郎 |
| 11月11日       | 39     | 特別編だよっ!!  | - ノッペラボウ（声：大友龍三郎） | 杉村升   | 竹田道弘       | 東條昭平 |
| 11月18日       | 40     | 平成キツネ合戦  | - キュウビノキツネ（人間態（老婆）：神田時枝 / 声：京田尚子） | 高久進   | 竹田道弘       | 東條昭平 |
| 11月25日       | 41     | はぐれゴースト  | - チョウチンコゾウ（声：千葉繁） - 爺様ゴースト（演：杉義一） - 大食いゴースト（演：岡田正典） - 強盗ゴースト（演：荒井ゆか） - 破壊ゴースト（演：石垣広文） - 暴走ゴースト（演：高橋輝夫） | 曽田博久 | 竹田道弘       | 小笠原猛 |
| 12月02日       | 42     | 強奪忍者パワー  | - ダラダラ（声：千田義正） - 花のくノ一組 | 杉村升   | 竹田道弘       | 小笠原猛 |
| 12月09日       | 43     | 三神将最期の日  | - ダラダラ（声：千田義正） - 花のくノ一組 | 杉村升   | 竹田道弘       | 渡辺勝也 |
| 12月16日       | 44     | 傷だらけ大逆転  | - ダラダラ（声：千田義正） - 花のくノ一組 | 杉村升   | 竹田道弘       | 渡辺勝也 |
| 12月23日       | 45     | 慌てん坊サンタ  | - オオムカデ（人間態（妖怪サンタクロース）、声：平久保雅史） | 曽田博久 | 竹田道弘       | 小林義明 |
| 1995年01月06日 | 46     | 新春まんが地獄  | - ムジナ（人間態（狸親父）、声：佐藤正宏） - マンガの中の刺客たち（演：岡本美登、甲斐道夫、井上清和、関誉枝恵、西村陽一）                                                                   | 曽田博久 | 竹田道弘       | 小林義明 |
| 1月13日        | 47     | 人間花火百連発  | - カシャ（人間態（黒マントの男）：関根大学 / 声：辻村真人） | 高久進   | 竹田道弘       | 小笠原猛 |
| 1月20日        | 48     | 大雪女の雪合戦  | - ユキオンナ（人間態、声：橋本由香） - 雪ダルマ軍団 | 曽田博久 | 竹田道弘       | 小笠原猛 |
| 1月27日        | 49     | 突然!! ビンボー | - ビンボーガミ（人間態（金貸し妖怪）、声：石黒正男） | 曽田博久 | 新堀和男       | 渡辺勝也 |
| 2月03日        | 50     | 特選!! 妖怪の宿 | - ダイダラボッチ（人間態（支配人）：清水照夫 / 声：江川央生） - ヤマンバ（人間態（老婆）：小甲登枝恵 / 声：北浜晴子）                                                                       | 杉村升   | 新堀和男       | 渡辺勝也 |
| 2月10日        | 51     | 英・雄・失・格  | - ヤマンバ - 白面郎 | 杉村升   | 新堀和男       | 渡辺勝也 |
| 2月17日        | 52     | 大団円!! 父と娘 | - ヤマンバ - 白面郎 | 杉村升   | 新堀和男       | 坂本太郎 |
| 2月24日        | 53     | 封印!!          | - 妖怪大魔王 - 花のくノ一組 | 杉村升   | 新堀和男       | 坂本太郎 |

## 評価
総売上は137億円、うち玩具売上は78億円を記録した。

## 放映ネット局
| 対象地域           | 放送局           | 備考                                                     |
| ------------------ | ---------------- | -------------------------------------------------------- |
| 関東広域圏         | テレビ朝日       | キーステーション                                         |
| 北海道             | 北海道テレビ     |                                                          |
| 青森県             | 青森朝日放送     |                                                          |
| 岩手県             | IBC岩手放送      | 他系列局                                                 |
| 宮城県             | 東日本放送       |                                                          |
| 秋田県             | 秋田朝日放送     |                                                          |
| 山形県             | 山形テレビ       |                                                          |
| 福島県             | 福島放送         |                                                          |
| 新潟県             | 新潟テレビ21     |                                                          |
| 富山県             | 北日本放送       | 他系列局 1994年3月24日より木曜 17:00 - 17:30にて放送開始 |
| 石川県             | 北陸朝日放送     |                                                          |
| 福井県             | 福井テレビ       | 他系列局 1994年2月24日より木曜 16:25 - 16:55にて放送開始 |
| 山梨県             | 山梨放送         | 他系列局                                                 |
| 長野県             | 長野朝日放送     |                                                          |
| 静岡県             | 静岡朝日テレビ   |                                                          |
| 中京広域圏         | 名古屋テレビ     |                                                          |
| 近畿広域圏         | 朝日放送         | 現 朝日放送テレビ                                        |
| 鳥取・島根県       | 山陰中央テレビ   | 他系列局                                                 |
| 広島県             | 広島ホームテレビ |                                                          |
| 山口県             | 山口朝日放送     |                                                          |
| 徳島県             | 四国放送         | 他系列局                                                 |
| 香川・岡山県       | 瀬戸内海放送     |                                                          |
| 愛媛県             | 愛媛放送         | 他系列局・現 テレビ愛媛                                  |
| 高知県             | テレビ高知       | 他系列局                                                 |
| 福岡県             | 九州朝日放送     |                                                          |
| 長崎県             | 長崎文化放送     |                                                          |
| 熊本県             | 熊本朝日放送     |                                                          |
| 大分県             | 大分朝日放送     |                                                          |
| 宮崎県             | 宮崎放送         | 他系列局                                                 |
| 鹿児島県           | 鹿児島放送       |                                                          |
| 沖縄県             | 琉球放送         | 他系列局                                                 |
| 未放送地域：佐賀県 |                  |                                                          |

## 他媒体展開

### 映像ソフト化
いずれも発売元は東映ビデオ。
- ビデオ（VHS、セル・レンタル共通）は、1995年4月から1996年3月にかけて全12巻(各巻4話収録。Vol.8以降は5話収録)がリリースされている。
- テレビシリーズを再編集したHEROクラブのビデオが3巻リリースされている。
- DVDは、2009年1月21日から5月21日にかけて全5巻（各2枚組・各巻11話（Vol.4・Vol.5は10話）収録）がリリースされた。
- 劇場版はビデオ（VHS、セル・レンタル共通）としてリリースされた他、2003年7月21日発売のDVD-BOX「スーパー戦隊 THE MOVIE BOX」[132]および、2004年7月21日発売の「スーパー戦隊 THE MOVIE VOl.4」、「スーパー戦隊 THE MOVIE Blu-ray BOX 1976-1995」(2011年6月21日発売）に収録されている。

### 他テレビシリーズ
『未来戦隊タイムレンジャー』
第51話として放送された特別総集編『スーパー戦隊大集合』に登場。タイムレンジャー5人がタイムジェットで本作品の時代を見に来たという設定で、本作品の映像が流用されている。
『海賊戦隊ゴーカイジャー』
第45話に鶴姫、第45・46話にニンジャマンが登場。
『手裏剣戦隊ニンニンジャー』
忍びの7にサスケが登場。
『4週連続スペシャル スーパー戦隊最強バトル!!』
スーパー戦隊シリーズ初のオリジナルストーリーテレビスペシャル。ニンジャホワイトが出演。

### 劇場版
『劇場版 忍者戦隊カクレンジャー』（1994年4月16日公開）
- 監督：東條昭平 / アクション監督：竹田道弘、新堀和男 / 脚本：杉村升

東映スーパーヒーローフェアの一編として上映された。上映時間30分。撮影は第7・8話と同時進行で行われた。
ゲスト
- 由美子：藤田美紀
- 茂：佐藤侑輝
- ノッポ：日下秀昭
- スキンヘッド：石垣広文
- お母さん：堀江真理子
- ヒトツメコゾウ（兄）の声：篠田薫
- オオニュウドウの声：河合義雄、安西正弘

スーツアクター
- ニンジャレッド、バトルサルダー - 高岩成二

『スーパー戦隊ワールド』
本作品放送当時に公開された3D映画で、カクレンジャーの5人および無敵将軍が登場。
『ゴーカイジャー ゴセイジャー スーパー戦隊199ヒーロー大決戦』
『海賊戦隊ゴーカイジャー』と『天装戦隊ゴセイジャー』を中心としたクロスオーバー作品。無敵将軍が登場。
『海賊戦隊ゴーカイジャー THE MOVIE 空飛ぶ幽霊船』
『海賊戦隊ゴーカイジャー』の映画作品。ドロドロが登場。
『仮面ライダー×スーパー戦隊 超スーパーヒーロー大戦』
ニンジャレッドが登場。
『機界戦隊ゼンカイジャー THE MOVIE 赤い戦い! オール戦隊大集会!!』
『機界戦隊ゼンカイジャー』の劇場作品。ニンジャレッドが登場。

### オリジナルビデオ/オリジナルDVD
『テレビマガジン特製 忍者戦隊カクレンジャースーパービデオ 秘伝之巻』
テレビマガジン応募者全員サービスVHS。
構成 - 荒川稔久、演出 - 田﨑竜太
『超力戦隊オーレンジャー オーレVSカクレンジャー』
本作品と『超力戦隊オーレンジャー』のクロスオーバー作品（スーパー戦隊Vシネマ作品）。
『百獣戦隊ガオレンジャーVSスーパー戦隊』
『百獣戦隊ガオレンジャー』をメインとしたクロスオーバー作品（スーパー戦隊Vシネマ作品）。ニンジャレッドおよびゴッドサルダーが登場。
『手裏剣戦隊ニンニンジャー アカニンジャーVSスターニンジャー百忍バトル!』
『手裏剣戦隊ニンニンジャー』のテレビマガジン付録DVD。ドロドロが登場したほか、アカニンジャーがカクレマルを使い隠流満月斬りを披露するシーンがある。
『帰ってきた手裏剣戦隊ニンニンジャー ニンニンガールズVSボーイズ FINAL WARS』
『手裏剣戦隊ニンニンジャー』のVシネマ。シロニンジャーの変化としてニンジャホワイトが登場。

### Webムービー
『機界戦隊ゼンカイジャー スピンオフ ゼンカイレッド大紹介！』
『機界戦隊ゼンカイジャー』のスピンオフ作品。鶴姫 / ニンジャホワイトが登場。
『忍者戦隊カクレンジャー 第三部・中年奮闘編』
放送開始30周年記念として制作された、テレビシリーズの30年後を舞台とする正統続編。2024年8月4日に東映特撮ファンクラブにて配信された。Mrs. GREEN APPLEの大森元貴がゲスト出演。講釈師役は2021年11月に逝去した三遊亭圓丈に代わり、講談師の神田伯山が演じた。
キャスト
- サスケ / ニンジャレッド - 小川輝晃
- 鶴姫 / ニンジャホワイト - 広瀬仁美
- サイゾウ / ニンジャブルー - 土田大
- セイカイ / ニンジャイエロー - 河合秀
- ジライヤ / ニンジャブラック - ケイン・コスギ
- 吾郎 - 大森元貴（Mrs. GREEN APPLE）
- 義輝 - 五代高之
- 三郎 - 土屋大輔
- 四郎 - 土屋圭輔
- ニンジャマンの声 - 矢尾一樹
- ガーベラ - 木下彩音
- スノウ / ユキオンナ - 青島心
- ウィーゼル / カマイタチ - 橋渡竜馬
- 蛇五右衛門 - 高岩成二
- 蛇骨婆 - 高岩利恵
- ブン - 貴峰康之
- 幼い吾郎 - 塚尾桜雅
- 吾郎の母 - 岩田眞優
- 友情出演 - 山本康平、長澤奈央、多和田任益
- 講釈師 - 神田伯山
- 貴公子ジュニア - 遠藤憲一

スタッフ
- 原作 - 八手三郎
- 脚本 - 下亜友美
- 音楽 - 川村栄二
- ゼネラルプロデューサー - 塚田英明
- プロデューサー - 瀧島南美
- 監督・アクション監督 - 坂本浩一
- 撮影 - 相葉実
- 照明 - 西田文彦
- 美術 - 田中涼
- スクリプター - 國米美帆
- 録音 - 中山寿範
- 編集 - 目見田健
- 制作担当 - 中島嘉隆
- 助監督 - 伊藤良一
- ラインプロデューサー - 佐々木幸司
- 制作プロダクション - 東映テレビ・プロダクション
- 製作 - 東映特撮ファンクラブ

音楽
オープニング・テーマ「シークレット カクレンジャー」
作詩：冬杜花代子 / 作曲：都志見隆 / 編曲：山本健司 / 歌：トゥー・チー・チェン
エンディング・テーマ「ニンジャ! 摩天楼キッズ」
作詩：冬杜花代子 / 作曲：都志見隆 / 編曲：山本健司 / 歌：トゥー・チー・チェン / 振付アレンジ・指導 - 多和田任益（梅棒）
挿入歌「イントゥ デンジャー カクレンジャー」
作詩：八手三郎 / 作曲・編曲：川村栄二 / 歌：宮内タカユキ
挿入歌「星よ、にじむな!」
作詩：里乃塚玲央 / 作曲：瑞木薫 / 編曲：川村栄二 / 歌：宮内タカユキ
テレビシリーズでは2番以降が使用されていたのに対し、同作品では初めて1番が使用された。

## CS放送・ネット配信
CS放送
- ファミリー劇場
  - 2002年3月 - 2003年3月
  - 2003年10月 - 2004年10月
- 東映チャンネル
  - 2009年5月 - 11月（「スーパー戦隊ワールド」枠、ニューマスター版）
  - 2011年10月 - 2012年3月（「アンコールアワー」枠）

ネット配信
- 東映特撮 YouTube Official
  - 2011年8月1日 - 2012年1月29日
  - 2014年3月24日 - 9月23日
  - 2016年5月22日 - 11月27日
  - 2023年2月23日 - 8月31日
- 東映特撮ニコニコおふぃしゃる
  - 2012年3月26日 - 2013年3月15日
- Amazon Prime Video…有料配信中